# 세비야 FC
세비야 푸트볼 클루브, S.A.D.(스페인어: Sevilla Fútbol Club, S.A.D. seˈβiʎa ˈfuðβol ˈkluβ[*], 세비야 축구단, 스포츠 공개 유한 법인)는 흔히 줄여서 세비야(스페인어: Sevilla)로 지칭되는 스페인 최고(最古)의 축구 전문 구단이다. 세비야 FC는 안달루시아 자치 지방의 수도이자 최대 도시인 세비야를 연고로 한다. 세비야 FC는 스페인의 1부 리그인 라리가에 소속된 구단들 중 하나이다. 구단은 1890년 1월 25일 스코틀랜드인 에드워드 퍼크허슨 존스턴을 초대 회장으로 선임하고 창단했다. 몇 년 후인 1905년 10월 14일, 구단은 헤레스 출신의 호세 루이스 가예고스 아르노사 회장의 임기에 세비야 민간 정부에 회사 정관이 등록되었다.
세비야 FC는 안달루시아 지역에서 가장 성공적인 구단으로, 1945-46 시즌에 리그 우승을 거두었고, 코파 델 레이를 5번, (1935, 1939, 1947-48, 2006-07, 그리고 2009-10) 수페르코파 데 에스파냐를 1번, (2007) UEFA컵 / UEFA 유로파리그를 7회 (2005-06, 2006-07, 2013-14, 2014-15, 2015-16, 2019-20그리고 2022-23) 그리고 UEFA 슈퍼컵을 1번 (2006) 우승했다. 국제축구역사통계연맹은 세비야를 2006년과 2007년에 세계 최고의 구단으로 등재했고, 이 부문에서 2년 연속으로 선정된 최초의 구단이 되는 영예를 안았다. 세비야의 주 숙적은 같은 연고지의 레알 베티스 데 세비야로, 두 구단 간의 경기는 세비야 더비로 불린다.
구단의 2군인 세비야 아틀레티코는 1958년에 조직되었고, 현재 세군다 디비시온 B에 소속되어 있다. 이 구단과 연계된 구단으로는 푸에르토리코의 동명의 구단이 있다. 세비야 FC에 연계된 다른 구단으로는 여자부, 풋살단, 그리고 구 슈퍼리그 포뮬러단이 있다.
구단은 42,714석 규모의 라몬 산체스 피스후안 경기장을 안방으로 사용한다. 구장은 네르비온 구에 있으며, 세비야 FC의 회장을 17년 역임한 라몬 산체스 피스후안의 이름을 땄다.
세비야는 수 많은 스페인 국가대표 선수들을 배출했는데, 처음으로 이름을 올린 선수는 스펜서로 1923년에 차출되었다.

## 역사

### 창단에서 내전기까지

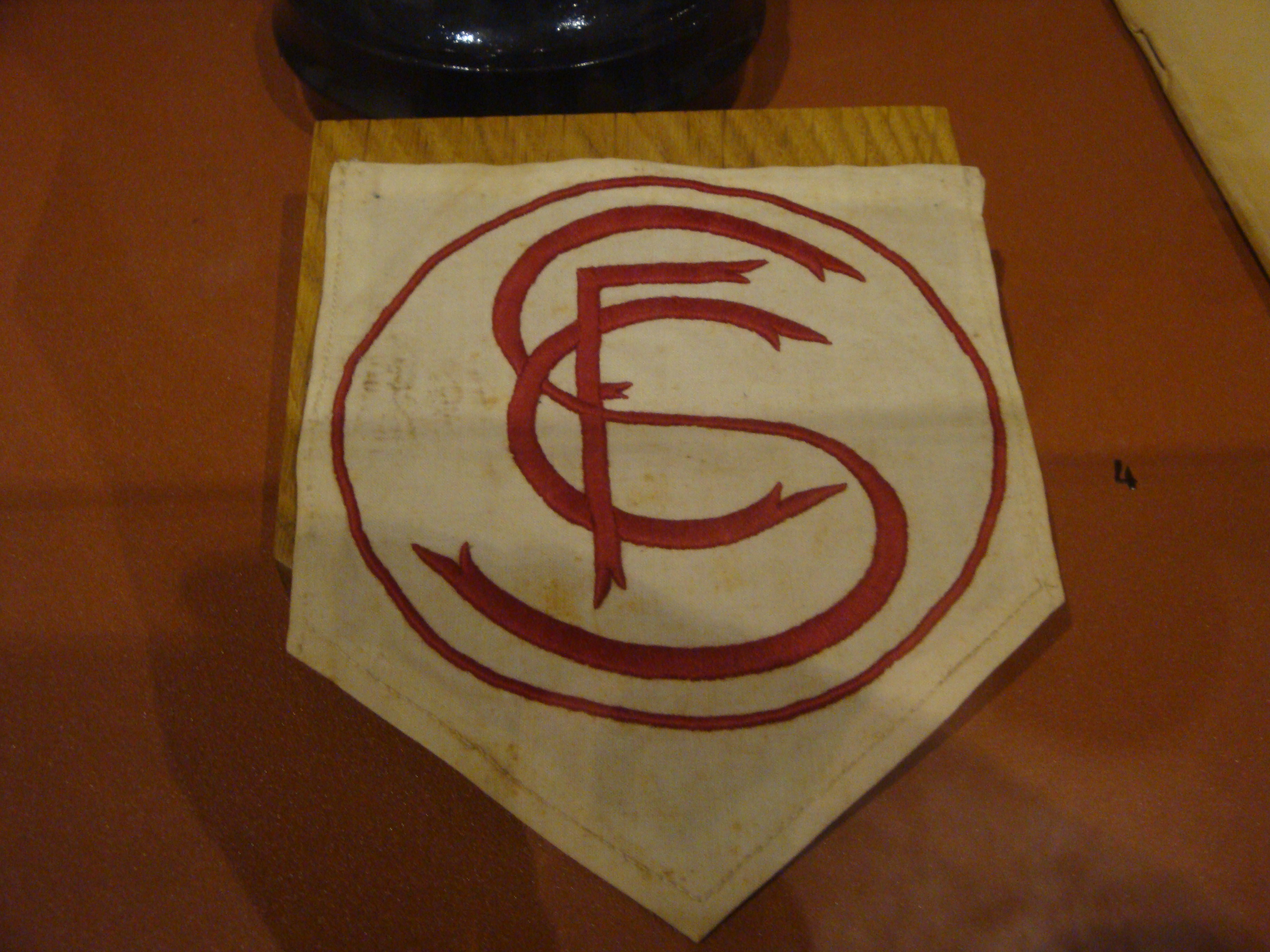
세비야의 초창기 문양으로 선수의 구 유니폼에 새겨졌다. 구단 박물관 소장.

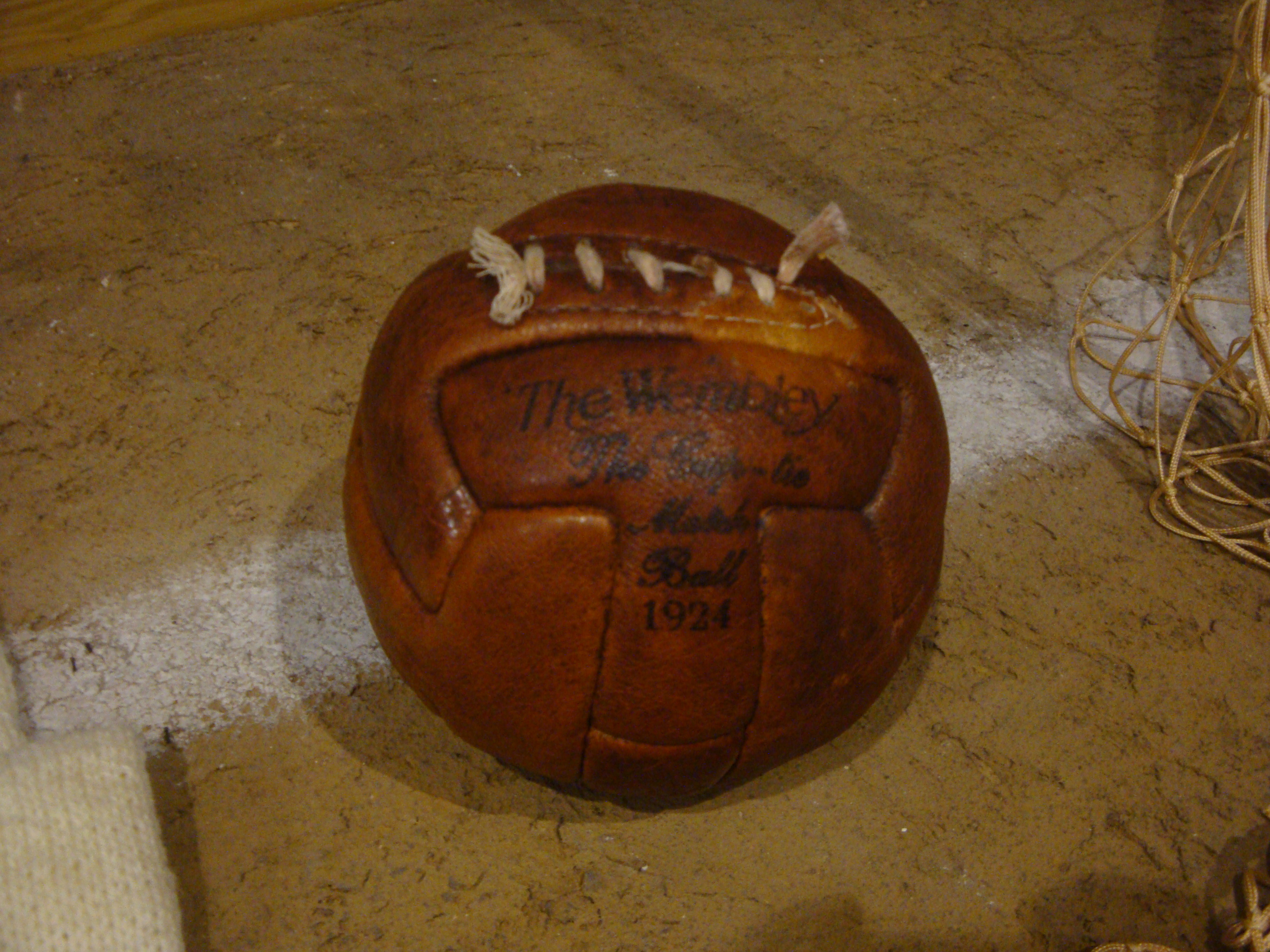
구단 박물관에 소장중인 공인구.

세비야의 축구는 19세기 말 도시로 유입한 다수의 영국인 이민자들에 의해 전파되었는데, 이들은 안달루시아의 수도에 연고를 둔 제조사의 소유주와 감독들로 구성되어 있었다. 세비야 축구단(Sevilla Fútbol Club)은 1890년 1월 25일에 세비야 축구단의 영어 명칭(Sevilla Foot-ball Club)으로 창단했다.
1890년 1월 25일, 세비야는 스코틀랜드계 위주의 젊은 영국인들고, 스페인계 젊은이들이 협력해 순조롭게 창단되었고, 두 젊은이 단체들은 번스 만찬을 세비야에서 자축했다. 구단의 창단 서류는 1890년 3월 17일자 던디 코리어에 구단의 창단 절차와 이 젊은이들이 어떻게 축구 규정에 따라 처음으로 축구를 했는가, "축구"라는 단어를 사용하기 시작한 것, 그리고 "행정 요원"의 투표 절차에 이낱낱이 구술되어 있다. 다음은 기사에 기재된 사료의 일부분이다.
‘약 6주 전, 몇몇 젊은 영국계 거주민들이 체육 협회를 시작하자는 제안을 놓고 한 카페에서 만났고, 이를 시행하자는 의견에 주로 상업에 종사하는 우리 다수가 동의했다. 논의와 소략의 맥주를 들이킨 후, “세비야의 축구단”(Club de Football de Sevilla)이 순조롭게 창단했고, 행정 요원이 당선되었다. 우리는 축구 규정에 따라 경기를 하자고 결정했다 (...) 우리는 스페인계와 영국계가 반반이었다’

구단의 초대 회장은 스코틀랜드인 에드워드 퍼크허슨 존스턴(1954년 10월 14일, 엘진 출생)이었는데, 그는 세비야의 영국 부영사였으며, 맥앤드류스 & 코의 공동 소유주였고, 스페인과 영국 사이 상업 운행을 담당하는 선박 소유주였는데, 운송사들 중 하나는 세비야 오렌지를 운송했다. 해양 공학자이자 당시 포르티야 화이트 주조 공장의 기술 관리자로 근무하러 세비야에 갓 이주했었던 또다른 스코틀랜드 출신 휴 매콜(1861년 6월 9일, 글래스고 출생)이 구단의 초대 주장으로 선임되었다. 세비야 포르티야 화이트 주조 공장의 매콜의 동료인 이저야스 화이트 주니어는 구단의 첫 비서였다. 그는 영국 기업인의 아들로 전자 공장의 창립자로, 이 공장은 19세기 말에 스페인의 주요 기업 중 하나로 자리매김했다.
구단의 창단을 자축하기 위해, 이저야스 화이트는 레크레아티보에 편지를 부쳐 세비야에서 축구 경기를 펼치기 위해 초청했다. 그가 붙인 편지는 라 프로빈시아 스페인 지역지에 보도되었다. 레크레아티보 측은 초청 제의를 수락해 1890년 3월 8일에 경기를 펼쳤고, 이는 구단의 첫 경기이자 스페인에서 벌어진 첫 경기가 되었다. 세비야가 이 역사적인 경기에서 2-0 승리를 거두었고, 스페인 축구 역사상 첫 공식 경기에서 최초로 득점한 선수는 세비야의 린슨이 되었다. 이저야스는 세비야의 바일렌 가 41번지에 거주했는데, (이 집은 현재에도 헐리지 않고 남아있지만, 번지수가 바뀌었다.) 세비야 FC의 첫 안방 구장으로 사용되었다.
1907년 세비야 발롬피에가 창단했고, 이어 1909년에는 베티스 축구단이 간판을 올렸고, 레크레아티보 세비야와 에스파뇰 세비야가 문을 열었다. 시간이 지나면서 더 많은 구단들이 형성되었고, 구단들 간의 경기가 더 자주 치러졌는데, 세비야는 도시의 가장 오래된 구단으로서 초창기에 다른 구단과의 전적에 우위를 점했다.
1912년, 세비야는 첫 코파 데 세비야 우승을 차지했다. 1915년부터 1932년까지 코파 안달루시아가 "남부 협회"에서 조직되었고, 이 선수권 대회에 세비야, 베티스, 레크레아티보 에스파뇰 카디스가 주로 참가했고, 나시오날 세비야와 코르도바도 간간히 모습을 드러냈다. 세비야는 19번의 안달루시아 대회 중에 16번을 우승해 압도적인 우위를 점했고, 나머지 3번은 에스파뇰 카디스, 레크레아티보, 그리고 베티스가 각각 한 번씩 우승했다.
1918년, 세비야는 "코파 데 에스파냐"에 처음으로 참가해 대회 결승전에 오른 최초의 안달루시아 연고 구단이 되었다. 1928년, "전국 선수권"(Campeonato Nacional)이 처음으로 조직되었을 당시 세비야는 두 구단씩 묶여 새로 출범한 리그에 참가할 구단을 가리는 예선에서 라싱 산탄데르에 당한 패배로 원년에 새 리그에 참가하지 못했다.
1933-34 시즌 종료 후, 세비야는 "전국 선수권" 1부 리그 승격을 이룩해냈다. 1935년, 사바델을 이기고 사상 첫 "선수권 컵"(Campeón de Copa)을 석권했고, 1939년에는 라싱 페롤을 상대로, 1948년에는 셀타 비고를 상대로 같은 업적을 반복 달성했다. 구단은 결승전에 두 번 더 올랐는데, 1955년에는 아틀레틱 빌바오에, 1962년에는 레알 마드리드에 밀려 준우승에 머물렀다. 세비야는 1933-34 시즌부터 2부 리그로 강등되는 1966-67 시즌까지 1부 리그에 있었는데, 세비야는 2부 리그 아래로는 강등된 적이 없다.
1945-46 시즌은 세비야의 역사에 있어 가장 중요한 해였는데, 현재까지 처음이자 마지막으로 리그 정상에 올랐다. 구단은 이후 4번 "리그 준우승"을 차지했다. (1939-40, 1942-45, 1950-51, 그리고 1956-57 시즌)
현 시즌까지, 세비야는 1부 리그에 73년째 참가하고 있으며, 2부 리그에 13년을 머물렀고, 2부 리그 아래로 떨어진 적은 없다. 세비야는 4종류의 유럽대항전에 참가했는데, "유럽 리그 승자배"(Copa de Europa, 1957-58 시즌), "승자배"(Recopa, 1962-63 시즌), 그리고 14번의 UEFA컵 및 UEFA 유로파리그(1966-67, 1970-71, 1982-83, 1983-84, 1990-91, 1995-96, 2004-05, 2005-06, 2006-07, 2008-09, 2010-11, 2013-14, 2014-15, 그리고 2015-16 시즌)에 참가했다. 세비야는 2007-08, 2009-10 시즌, 2015-16, 2016-17, 그리고 2017-18 시즌에 UEFA 챔피언스리그에 참가하기도 했다.
현재 세비야 소속으로 400명 이상이 활동하고 있는데, 이들 중에는 두 반프로 선수단(세군다 디비시온)과 12개 부서의 유소년 선수단이 있다.
세비야는 대회 정상에 오르기 위해 항상 국가대표 선수들에 기대를 해왔다. 세비야에서 활동한 최초의 국가대표급 선수들은 1920년대의 스펜서와 에르미니오였다. 1940년대 국가대표였던 후안 아르사는 1954-55 시즌에 29골로 스페인 리그 득점왕에 올랐다. 약 30명의 선수들이 스페인 국가대표팀 선수단 일원으로 발탁되었다.
세비야의 성공에 외국인 선수들도 필요불가결한 활약을 펼쳤는데, 디에고 마라도나는 1992-93 시즌에 구단에서 활약한 선수들 중 가장 잘 알려진 선수였다. 같은 시즌에 세비야는 FIFA 월드컵 우승을 경험했던 카를로스 살바도르 빌라르도가 지휘했다.
역사적으로, 세비야는 농구, 럭비, 조정, 육상, 역도, 혹은 페탄카 등의 타 종목 부서도 두었었다. 현재, 세비야는 25개의 프로 선수단을 현재 운영하고 있고, (이들 중 한 부서는 2부리그 소속이다.) 여자부는 프리메라 디비시온 페메니나 소속이다.
세비야의 안방 구장인 라몬 산체스 피스후안은 1958년에 개장한 스페인에서 손꼽히는 대형 구장으로, 1982년 FIFA 월드컵 준결승전을 개최했다. 최근에 개최한 대회에서 경기장은 75,000명을 수용하기도 했지만, 최근 새단장을 통해 좌석 전용 구장이 되었고, 주 관중석 구역에 좌석이 추가되었지만, 현재의 45,000명 가량으로 수용 인원이 감소했다.

### 초창기 성공

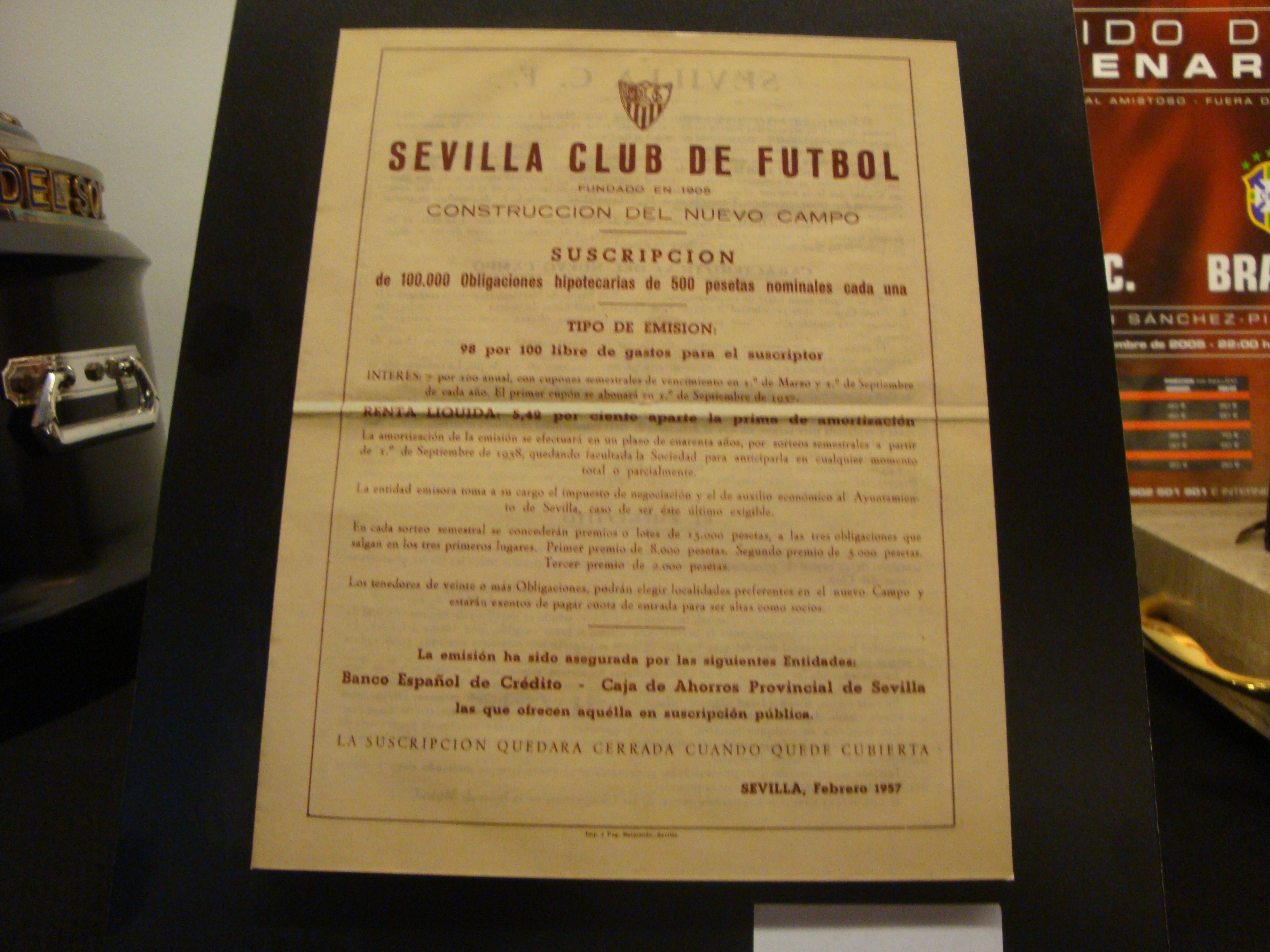
1957년, 신 구장 건설 건의안

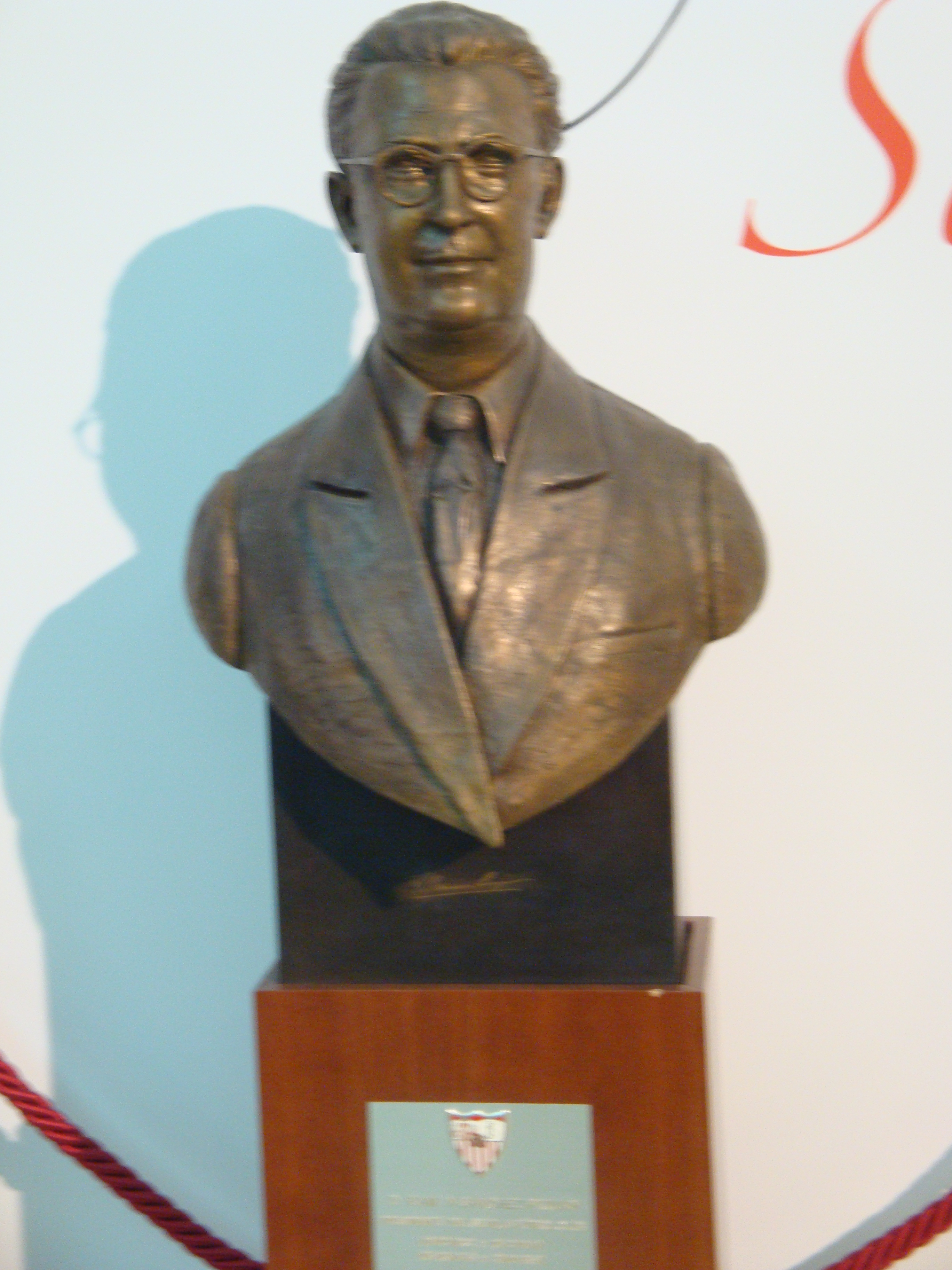
구장의 라몬 산체스 피스후안 흉상

세비야는 내전 종전 이후 10년도 되지 않아 전국 무대에서 성공기를 맞이했는데, 1945-46 시즌에 리그를 우승했고, 코파 델 레이도 2번 석권했다. 이 시기의 첫 시즌인 1939-40 시즌, 세비야는 6월 25일에 바르셀로나에서 라싱 페롤을 6-2로 이기고 우승했다. 같은 해, 세비야는 에르쿨레스와 최종전에서 3-3으로 비기면서 아틀레티코 마드리드에게 라 리가 우승을 내주었다. 세비야 공격진은 독일 폭격기를 따 급강하 폭격기(los stukas) 라는 별칭이 붙었는데, 이들은 4시즌에 걸쳐 216골을 합작했다. 공격진은 로페스, 토론테기, 캄파날 1호, 라이문도, 베로칼, 그리고 페피요로 구성되어 있었다.
1941년, 라몬 산체스 피스후안 회장이 떠나면서, 구단은 스페인 왕립 축구 협회가 맡게 되었다. 산체스 피스후안이 떠난 후, 안토니오 산체스 라모스가 임시로 회장직을 맡았고, 헤로니모 도밍게스 이 페레스 데 바르가스 콘타데로 후작이 뒤를 이어 정식으로 회장으로 취임해 이 직위를 6년 맡았고, 산체스 피스후안이 그 뒤에 복귀했다. 세비야는 1942-43 시즌에 아틀레틱 빌바오에 이어 준우승을 차지했고, 이듬해에는 3위의 성적을 거두었다. 세비야는 1945-46 시즌에 지금까지 처음이자 마지막으로 라 리가 우승을 거두었는데, 바르셀로나를 1점 차로 제치고 우승했다. 2년 후, 세비야는 7월 4일, 마드리드에서 셀타 비고를 4-1로 이기고 코파 델 레이 우승을 거두었다.
이 시기에 영입한 가장 대표적인 선수로는 스페인 국가대표 공격수 후안 아르사였다. 또한 캄파날의 조카였던 수비수 캄파날 2호가 당시 코치였던 삼촌을 따라 데뷔전을 치렀다. 1950-51 시즌, 캄파날 감독의 지휘 하에 세비야는 아틀레티코 마드리드와 승점 2점 차로 라 리가 준우승을 차지했다. 1953-54 시즌 전까지, 아르헨티나의 엘레니오 에레라 감독이 취임했다. 에레라 감독의 임기에 세비야는 1953-54 시즌에 5위, 1954-55 시즌과 1955-56 시즌는 각각 4위를 차지했으며, 1956-57 시즌에는 레알 마드리드에 이어 준우승의 성적을 거두었다. 1954년, 구단은 네르비온 경기장이 구단의 지지자들을 수용하기에 좁았기에 신 구장 건설 계획을 실행에 옮겼다. 1954-55 시즌, 아르사가 28골을 득점해 피치치의 주인공이 되었고, 같은 해에 코파 델 레이 준우승을 차지했다. 구단의 50주년을 맞는 1955년, 프랑스 스타드 드 랭스와 스웨덴 노르셰핑 사이의 3구단 대회가 치러졌고, 이 대회에서 세비야가 우승했다.
1956년 10월 28일, 산체스 피스후안 회장이 급사했다. 임기에 세비야의 코파 델 레이 3회 우승을 이끌고 작고한 지도자를 기리기 위해, 지지자들은 새로 지어지는 구장에 그의 명칭을 붙이기로 결정을 내렸다. 1956-57 시즌, 세비야는 레알 마드리드에 이어 라 리가 준우승을 차지하면서 사상 첫 유러피언컵 진출권을 획득했다. 에레라 감독은 시즌이 끝나면서 구단을 떠났다. 세비야는 그 다음 시즌에 최종전에서 승리로 강등을 면하는데 그쳤지만, 유러피언컵에서는 8강까지 올라가 나중에 우승을 차지한 전 대회 우승을 거둔 레알 마드리드에 패해 탈락했다.
산체스 피스후안 회장의 사후, 라몬 데 카란사가 후임 회장으로 4년을 맡았다. 그는 산체스 피스후안의 묘 앞에서 다음과 같이 말을 건냈다:
"친애하는 라몬에게, 이제 자네의 친구, 그들 중 하나여서 영광인 난, 자네의 장례식을 치르고, 다음 날, 자네를 묻은 뒤, 우리는 세비야의 대 경기장을 짓겠다는 자네의 꿈을 실형할 걸세. 라몬, 자네의 소원은 이루어질 것이니 편히 천국으로 가게."
맹세에 따라, 카란사는 50M 페세타를 책정해, 산체스 피스후안의 사망 1달 반 후, 신 구장의 초석이 세워졌다. 구장의 설계는 최근에 레알 마드리드의 안방인 산티아고 베르나베우를 공동 설계했던 마누엘 무뇨스 모나스테리오가 맡았다. 라몬 산체스 피스후안은 1958년 9월 7일에 공식으로 개장했고, 세비야는 같은 안달루시아 연고의 레알 하엔과 개장 친선전을 치렀다. 이 경기장에서 치른 첫 공식 경기는 1958-59 시즌 개막전으로, 세비야는 도시의 숙적 베티스에 4-2로 이겼다.

### 위기와 안정화

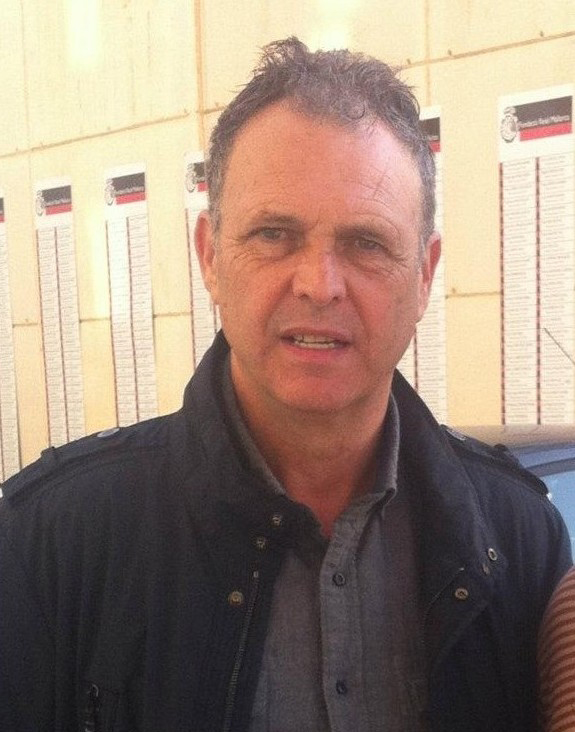
호아킨 카파로스는 2000년부터 2005년까지 세비야를 이끌었다.

1970년대에 들어 세비야는 신구장 건설로 생긴 빚을 청산하기 위해 선수단의 정상급 선수를 매각하기에 이르렀다. 마누엘 루이스 소사는 아틀레티코 마드리드로 떠났고, 프란시스코 페르난데스 로드리게스는 바르셀로나로, 그리고 후안 바티스타 아구에로는 레알 마드리드로 둥지를 옮겼다. 설상가상으로, 구장에 인접한 토지가 은행에 매각되었다. 1967-68 시즌, 세비야는 31년 만에 2부 리그로 강등되었지만, 1시즌 만에 다시 1부 리그로 복귀했다. 이듬해 혹독한 훈련 방식으로 이름을 날려 "채찍 씨"라는 별명이 붙은 오스트리아 출신의 막스 메르켈이 감독으로 임명되었다. 세비야는 그 시즌을 리그 3위로 마무리했다. 그러나, 1972-73 시즌에 또다시 강등의 수모를 당했다. 아르헨티나인 로케 올센이 이끈 1974-75 시즌에 세비야는 다시 1부 리그에 복귀했다. 1970년대 말, 세비야는 엑토르 스코타와 다니엘 베르토니 같은 아르헨티나 선수들을 영입했다.
미겔 무뇨스에 이어 마놀로 카르도가 이끈 세비야는 1981년부터 1983년 사이에 2시즌 연속으로 UEFA컵에 참가했다. 창단 75주년 기념식은 다양한 사회 활동과 브라질의 산투스와의 친선경기로 진행되었다. 스페인에서 FIFA 월드컵이 열린 1982년, 세비야의 라모스 산체스 피스후안은 서독과 프랑스와의 준결승이 열린 경기장이었다. 1984년, 에우헤니오 몬테스 카베사가 11년 만에 회장 자리에서 물러났고, 목우 사업가이자 부회장으로서 구단 경기장을 몇 차례 개선했던 가브리엘 로하스가 바통을 이어받았다. 1985-86 시즌, 마놀로 카르도가 5년 만에 선수단 지휘봉을 내려놓았고, 프란시스코는 1986년 FIFA 월드컵에 스페인 대표로 출전했다. 비센테 칸타토레는 1989-90 시즌을 UEFA컵 예선 진출로 마무리지었고, 오스트리아의 공격수 토니 폴스터가 구단 역대 최다인 리그 33골을 넣었다. 1992-93 시즌, 몇 달 동안 진행된 협상 끝에, 세계구급으로 알려진 아르헨티나의 디에고 마라도나가 나폴리에서 $7.5M의 금액에 건너왔다. 그러나, 마라도나는 세비야에서 그리 성공적인 모습을 보이지 못하였는데, 대게 자주 부상을 당하며 빌라르도 감독과 마찰을 겪은 데에 있었다. 이후, 루이스 아라고네스가 사령탑을 맡아 1994-95 시즌을 이듬해 UEFA컵 진출로 마무리지었다.
1994-95 시즌 말에, 세비야는 행정 부서의 간절한 바람에도 불구하고, 셀타 비고와 더불어 방만한 경영과 지지자들의 도발적인 행동으로 1부 리그에서 강등된 두 구단이 되었다. 이후 세비야와 셀타 비고는 결정의 번복으로 라 리가에 재등록되었다.
이러한 우여곡절을 겪은 세비야는 경영적인 면에서 요동치게 되었는데, 한 시즌에 4명의 회장과 3명의 감독이 교체되기도 했다. 세비야는 1996-97 시즌 후 강등당했지만, 1999년에 1부 리그에 다시 돌아왔다. 21세기 초, 큰 지지를 받은 로베르토 알레스가 신임 회장으로 취임했다. 당시 구단 상황은 매우 위태로웠다. 구단은 2000년에 다시 2부 리그로 강등되었고, 선수단은 노장들의 은퇴와 주축선수의 매각으로 전력 공백이 매우 컸다. 구단은 상대적으로 무명이었던 호아킨 카파로스를 감독으로 내정했고, 카파로스는 지휘봉을 잡은 첫 시즌에 3경기를 남겨놓고 2부 리그를 우승하고, 세비야를 다시 당당히 1부 리그에 올려놓았다.

### 21세기 초반

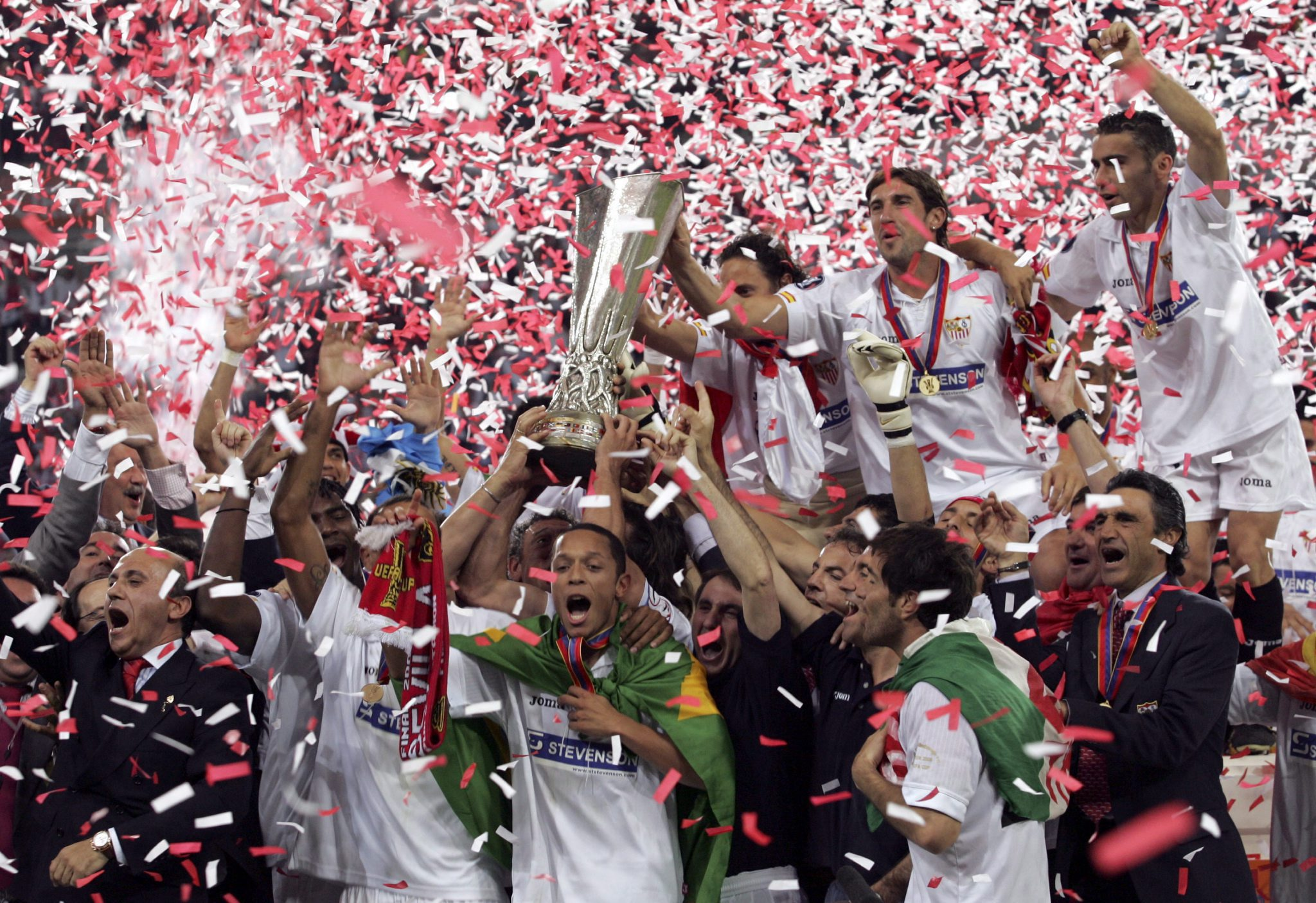
2005-06년 UEFA컵 우승을 자축하는 세비야 선수단

2002년 5월, 로베르토 알레스가 사표를 내고 세비야의 변호사 호세 마리아 델 니도가 회장직에 올랐다. 그는 회장이 되자 마자 카파로스를 감독으로 몬치를 단장으로 임명했다.
2002년 10월 6일, 베티스와의 세비야 더비가 산체스 피스후안에서 벌어지기 전, 공범을 포함한 세비야 지지자 4명이 안전요원을 폭행했다. 폭행 사건 결과, 세비야는 이어지는 4번의 안방 경기를 무관중으로 치르게 되었는데, 이는 라리가 구단이 받은 역사상 최장 기간 징계였다.구단은 2003-04 시즌과 2004-05 시즌을 모두 UEFA컵 진출권 순위로 마무리한 후, 2005년 말에 100주년을 맞이했다. 공교롭게도 세비야는 처음으로 유럽대항전 우승을 거미쥐었는데, 2006년 5월 10일, 에인트호번의 필립스 스타디온에서 벌어진 2006 UEFA컵 결승전에서 우승을 차지했다. 후안데 라모스 신임 감독이 이끄는 선수단은 잉글랜드의 미들즈브러를 4-0으로 완파했다. 브라질 공격수 루이스 파비아누가 선제골로 포문을 연 것에 이어 후반전에는 이탈리아 출신의 교체요원 엔초 마레스카가 2골을 추가해 경기 최우수 선수로 명명되었고, 말리의 공격수 프레데리크 카누테도 득점에 성공했다.
세비야는 2006년 8월 25일에 벌어진 UEFA 챔피언스리그 우승 구단이자 같은 라리가 소속의 바르셀로나를 모나코의 루이 II에서 열린 2006년 UEFA 슈퍼컵에서 3-0 완승을 거두고 우승하면서 2006-07 시즌을 시작했다. 득점자는 헤나투, 카누테, 그리고 막판에 페널티킥으로 골망을 흔들은 마레스카였다. 시즌은 UEFA컵 2연패로 끝났는데, 이번에는 글래스고의 햄던 파크에서 같은 스페인 구단 에스파뇰을 이겼다. 경기는 연장전까지 2-2로 승부를 가리지 못한 끝에 승부차기로 이어졌고, 세비야의 수문장 안드레스 팔로프가 에스파뇰 주자 3명을 막아세웠다. 2006년 11월 12일, 세비야는 라리가 2000번째 경기를 치렀다. 같은 경기에서 세비야는 헤타페를 2007 코파 델 레이 결승전에서 제압했는데, 카누테가 11분 만에 이 경기의 1-0 결승골을 기록했다. 그해 라리가에서 3위를 차지한 세비야는 2007-08년 UEFA 챔피언스리그 진출 자격을 얻었다. 연이어 거둔 성공으로, IFFHS는 2년 연속으로 올해의 구단으로 선정되었는데, 세비야는 올해의 구단으로 2연속 선정된 최초의 구단이었다.
세비야는 라리가 우승을 거둔 레알 마드리드와의 수페르코파 데 에스파냐 2007에서 이겼다. 그러나, 수비수 안토니오 푸에르타가 개막전에 심장 마비로 쓰러지고, 8월 28일에 별세하면서 시즌이 구상대로 흘러가지 않게 되었다. 푸에르타의 사망 사흘 후, 세비야는 모나코에서 벌어진 밀란과의 2007년 UEFA 슈퍼컵에서 1-3으로 패했다. 근래에 세비야에 큰 성공을 가져다 준 후안데 라모스는 10월 27일에 감독직을 내려놓고, 토트넘 홋스퍼로 떠났다. 그의 뒤를 이어 세비야 아틀레티코의 감독이었던 마놀로 히메네스가 후임으로 지휘봉을 잡았다. 사적인 문제에도 불구하고, 세비야는 UEFA 챔피언스리그에서 아스널을 제치고 조별 리그를 1위로 통과했지만, 16강에서 터키의 페네르바흐체에게 승부차기 끝에 져 탈락했다.
2008년 여름, 히메네스가 1군 감독으로 첫 정식 시즌을 치르기 전, 다니 아우베스와 세이두 케이타가 모두 바르셀로나로 떠났고, 크리스티안 포울센은 유벤투스에 매각되었다. 세비야는 라리가를 3위로 마쳤고, 원정 21승으로 구단 최다 원정 승리 기록에 동률을 이루었다.
2009-10 시즌, 세비야는 3시즌 연속 UEFA 챔피언스리그 본선에 올랐다. 2010년 5월 19일, 세비야는 캄 노우에서 벌어진 2010 코파 델 레이 결승전에서 아틀레티코 마드리드를 2-0으로 꺾었는데, 디에고 카펠과 헤수스 나바스가 나란히 득점을 신고했다. 나바스는 그해 7월 스페인 국가대표팀 일원으로 2010년 FIFA 월드컵에 참가해 우승 주역이 되었다. 2010-11 시즌 시작 전, 세비야는 바르셀로나와의 2010 수페르코파 데 에스파냐에서 합계 3-5로 패했고, UEFA 챔피언스리그 플레이오프전은 포르투갈의 브라가에게 져 본선행이 좌절되었다.

### 우나이 에메리 시대
2013년 1월 14일, 발렌시아 원정에서 0-2로 패하면서 안달루시아 연고 구단이 12위로 처지자, 미첼 감독이 경질되었고, 우나이 에메리가 후임 감독으로 취임했다. 세비야는 조직 개편에 따른 재정난에 처하였고, 구단은 간판 선수들인 알바로 네그레도와 헤수스 나바스를 팔 수밖에 없었는데, 선수 방출로 구단은 도합 €40M을 벌어들였다. 두 선수는 보다 젊은 선수들인 카를로스 바카와 케뱅 가메이로 같은 공격수들로 대체되었다. 2014년 5월 14일, 세비야는 벤피카와의 2014 UEFA 유로파리그 결승전에서 승부차기 끝에 이기고 3번째로 대회 정상에 올랐다. 이 시즌이 끝나면서 주축 미드필더 이반 라키티치가 2014년 6월 16일에 약 €16M에 바르셀로나로 매각되었다. 2015년 여름, 구단 득점 1위이자 2년 전에 세비야에 합류했던 카를로스 바카가 밀란으로 €30M에 이적하였다. 주축 선수를 잃고 나서 구단은 그제고시 크리호비아크와 에베르 바네가를 영입해 선수단을 보강했다.
2015년 5월 27일, 세비야는 우크라이나의 드니프로페트로우스크와의 2015년 결승전에서 3-2로 꺾고 UEFA 유로파리그 정상을 방어했다. 이 경기에서 세비야의 골을 넣은 선수들은 그제고시 크리호비아크와 카를로스 바카였다. 드니프로페트로우스크를 이기면서, 세비야는 UEFA 유로파리그 우승 4회로 이 대회 최다 우승 구단으로 우뚝 섰다.
세비야는 이듬해에도 UEFA 유로파리그 결승전에 진출하였고, 2016년 결승전 상대는 리버풀이었다. 전반이 끝나고 0-1로 밀렸던 세비야는 후반전에 반등하여 3-1로 이겼는데, 한 골은 케뱅 가메이로가, 두 골은 선수단 주장 코케가 기록했다. UEFA 유로파리그 3연패로, 세비야는 UEFA 유로파리그 최다 우승 기록을 늘렸고, 불과 10년밖에 되지 않는 기간 동안 5번 대회 정상에 올랐다.

### 에메리 시대 이후
세비야는 UEFA 유로파리그에서 계속해서 승승장구했지만, 2015-16 시즌에도 또다리 리그에서는 4위 밖으로 밀려나가 7위로 마무리했다. 그에 따라, 카스트로는 구단의 중흥책을 실시하기로 결정했다. 호르헤 삼파울리가 파리 생제르맹으로 떠난 우나이 에메리 감독의 후임으로 내정되었고, 구단은 2016년 여름에 대대적인 투자를 감행했다. 이 여름에 입단한 선수들로는 임대로 합류한 살바토레 시리구 골키퍼, 플레이메이커 간수, 공격수 루시아노 비에토와 위삼 벤 예데르, 공격 자원 프랑코 바스케스, 미드필더 기요타케 히로시와 파블로 사라비아를 영입하는 것은 물론 전 아스널 및 맨체스터 시티 선수 사미르 나스리를 임대로 영입했다. 2017-18 시즌 12월, 빈첸초 몬텔라가 에두아르도 베리소의 후임 감독으로 명명되었는데, 그는 에메리가 떠난 이래 세비야 지휘봉을 세 번째로 잡은 감독으로, 2017-18년 UEFA 챔피언스리그에서 세비야는 맨체스터 유나이티드를 이기고 10년 만에 대회 결선 토너먼트의 첫 승리를 기록했다.
2019년 6월 4일, 세비야는 훌렌 로페테기와 3년 계약을 맺고 후임 감독으로 내정했다.

## 수뇌부 및 소유권

### 회장
세비야는 회장 관리 방식으로 운영되지만, 회장은 수뇌부의 중책에 대한 토론과 승인에 따라 이행해야 한다. 회장 직하로는 구단단장과 선수단장이 있다.
창단 이래 세비야는 총 29명의 회장이 역임했는데, 초대 회장은 스코틀랜드 출신의 에드워드 퍼거슨 존스턴이었다. 최장 기간 회장을 역임한 인물은 라몬 산체스 피스후안과 에우헤니오 몬테스 카베사스, 루이스 쿠에르바스 빌체스, 그리고 호세 마리아 델 니도 베나벤테였다.
1992년, 세비야는 스포츠 유한 법인으로 등록되었는데, 법적 규제에 따라 회장 선출 제도가 개편되어 선거 자격은 구단 주주가 아닌 유료 회원에게 주어지게 되었다.

### 소유권
- 네르비온의 세비야인 S.A. (호세 마리아 델 니도, 로베르토 알레스, 호세 카스트로, 호세 마르틴 바에나, 프란시스코 기하로, 그리고 호세 고메스 미냔)
- 라파엘 카리온 모레노
- 호세 마리아 델 니도 베나벤테 (대주주)
- 세비야 FC 팬클럽 협회 "산 페르난도"

## 상징

### 응원가
세비야는 공식 응원가가 둘 있다:

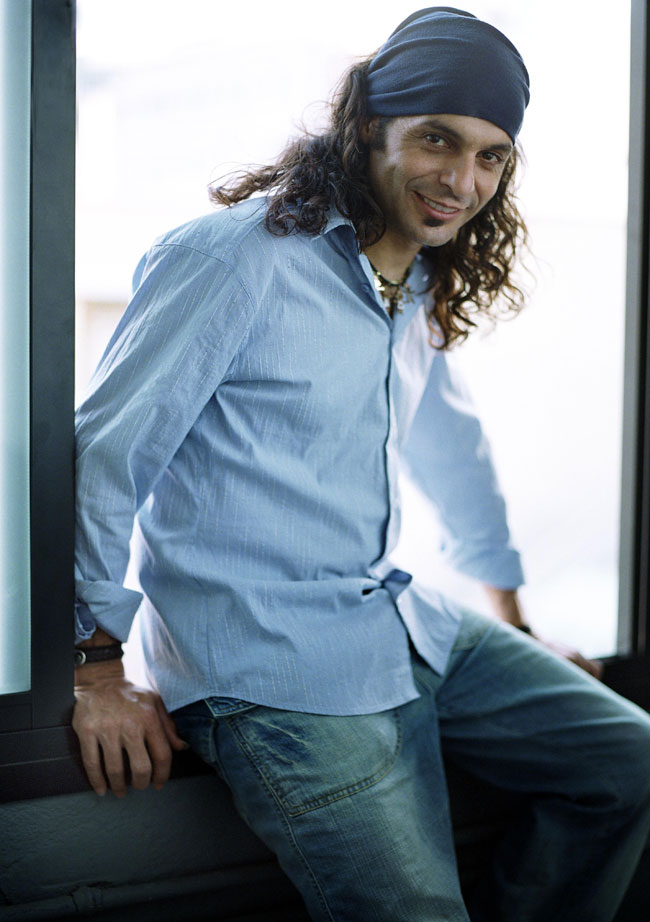
엘 아레바토가 100주년 기념곡을 작사하고 작곡하였다.

라몬 산체스 피스후안 경기장 주 스탠드 앞을 장식하는 세비야 FC 문양 모자이크

- 공식 세비야 FC 응원가: 이 응원가는 1983년에 작곡되었다. 작사자는 앙헬 루이스 오스키길레아 데 론칼레스이고 작곡가는 마누엘 오스키길레아 데 론칼레스이다.
- 세비야 FC 100주년 기념곡: 이 곡은 2005년에 가수 하비에르 라반돈 엘 아레바토가 100주년을 기념하기 위해 작곡했는데, 스페인의 단일곡 1위에 올랐으며 스페인 구단 응원곡으로는 음반 판매 역대 2위를 기록했다. 2006년에도 스페인의 단일곡 2위에 올렸다.[56] 2005년 10월 9일, 산체스 피스후안 경기장에서, 엘 아레바토는 100주년 기념곡의 판매 부수로 황금 레코드상을 받았다.

### 문양
창단 이래 세비야는 2개의 원으로 된 문양을 사용했다. 바깥쪽 원에는 구단명과 구단 창단일이 쓰여 있었고, 안쪽 원에는 철자 "SFC"가 현재 문양에 표시된 모양과 동일하게 수가 놓였다. 초창기 문양을 제작한 사람은 후안 라피타로, 그는 구단과 밀접한 활동을 했으며, 세비야 출신 작가 호세 라피타 이 블랑코의 아들이었다.
2번째 문양은 1922년에 워터 컴퍼니의 제도공 파블로 로드리게스 블랑코가 제작했다. 그는 문양을 심장의 윤곽에 3부분으로 나누었다. 3부분 중 한 부분은 시 문양의 그리스도교 성인 세비야의 이시도르, 카스티야의 페르난도 3세, 세비야의 레안드로가 있다. 그 우측은 1905년부터 1922년까지 사용한 문양에도 있었던 "SFC"가 있다. 문양 3부분의 접점이 되는 부분에는 구형 축구공이 박혀 있다. 하단의 적색과 백색 줄무늬에 대해서는 여러 의견이 있었는데, 가장 많은 이들이 추정하는 바에 따르면 처음부터 구단의 공식 유니폼 색상이 적색과 백색이기를 바랬다는 것이다. 또다른 의견에서 하부의 줄무늬는 카스티야의 페르난도 3세가 1248년 세비야 탈환 당시 사용했던 깃발이라는 데에 있었다.

### 깃발
세비야의 깃발에 관한 규정은 1982년 조직 규정에 명시되어 있는데, 스포츠 정상회의 협회 및 스포츠 연맹에서 제작된 구형의 변형을 기준으로 한다. 1조 6항에 따르면 구단을 나타내는 문양으로 이렇게 규정하고 있다:
깃발은 직사각형이며, 좌측 하단에서 우측 상단을 연결하는 대각선으로 두 삼각형으로 나뉘는데, 상단부는 백색이며 하단부는 적색이다.

### 유니폼
세비야는 1986-87 시즌에 처음으로 협찬사가 새겨진 유니폼을 입었는데, 첫 후원사는 세비야 박람회 '92를 홍보했다. 그 전에 1980-81 시즌을 앞두고 구단은 독일의 스포츠용품사 아디다스와 처음으로 유니폼 제작 협찬 계약을 맺었다. 2018년을 기점으로 세비야의 유니폼 제작사는 나이키이다.
| 연도    | 유니폼 협찬사                    |
| ------- | -------------------------------- |
| 1986–90 | 세비야 박람회 '92                |
| 1990–94 | 없음                             |
| 1992–93 | 슈퍼 NES                         |
| 1994–96 | 마르베야                         |
| 1996–98 | 없음                             |
| 1998–00 | 슈퍼케이블 & 에우로텍스 핀투라스 |
| 2000–02 | 안달루시아                       |
| 2002–03 | OID                              |
| 2003–04 | 없음                             |
| 2004–05 | 라 기타나                        |
| 2005–06 | 스티븐슨                         |
| 2006–09 | 888닷컴                          |
| 2009–11 | 12벳닷컴                         |
| 2011–12 | 없음                             |
| 2012–13 | 인터 베텐닷에스                  |
| 2014–15 | 말레이시아 관광청                |
| 2016–17 | 시푸에르토리코닷컴               |
| 2017–19 | 플레이티카                       |
| 2019–   | 마라톤벳                         |

| 연도    | 유니폼 제작사 |
| ------- | ------------- |
| 1980–85 | 아디다스      |
| 1985–86 | 야마          |
| 1986–90 | 푸마          |
| 1990–92 | 부크타        |
| 1992–93 | 프런트 러너   |
| 1993–94 | 핫샷          |
| 1994–01 | 엄브로        |
| 2001–11 | 호마          |
| 2011–12 | 리-닝         |
| 2012–13 | 엄브로        |
| 2013–15 | 워리어        |
| 2015–18 | 뉴발란스      |
| 2018–   | 나이키        |

### 매체

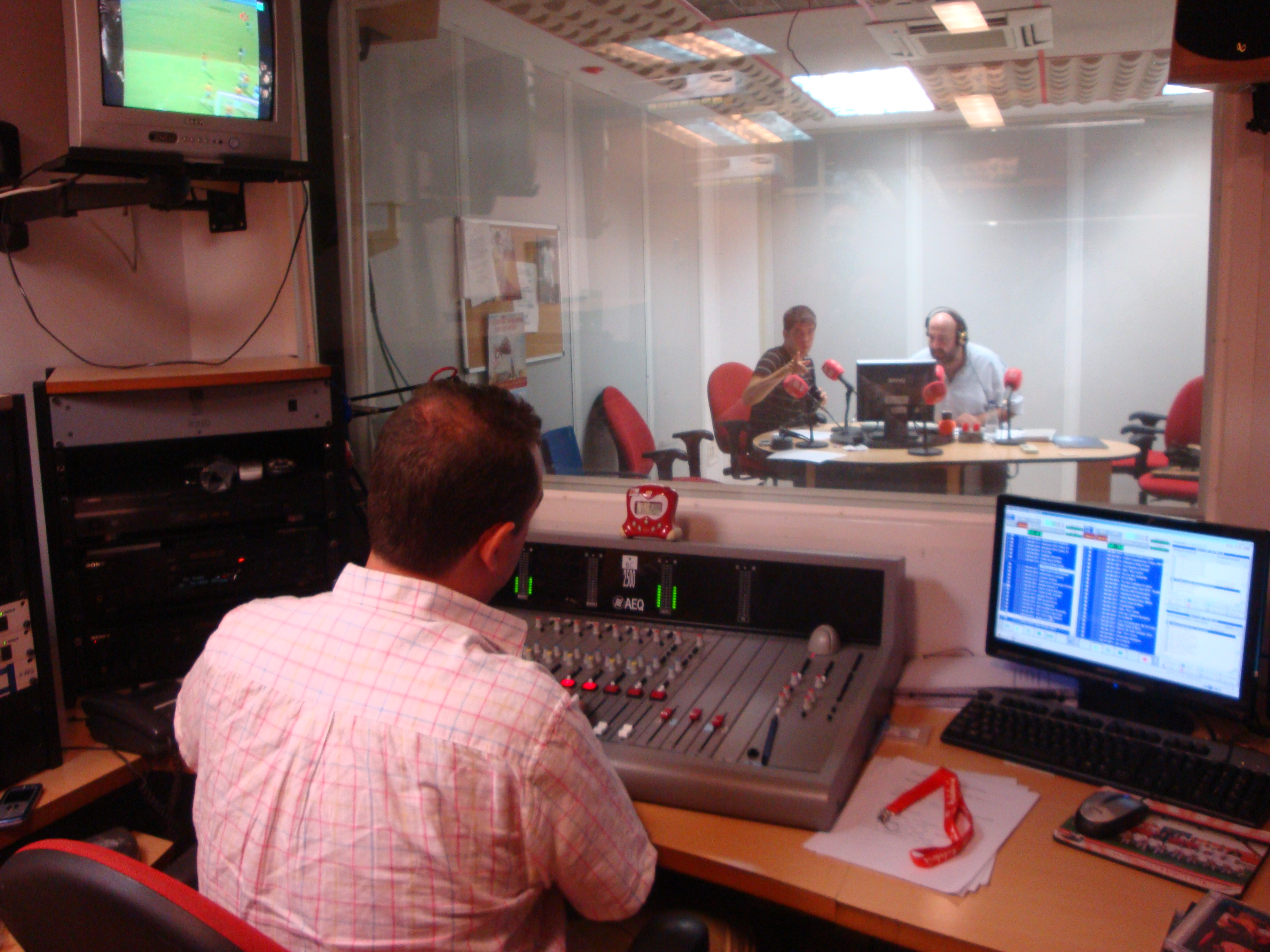
산체스 피스후안 경기장 내부의 SFC 라디오 방송국

세비야는 몇몇 방송 매체가 자체적으로 있다. 자체 라디오 방송국 SFC 라디오가 2004년 9월에 개국하였고, 매일 FM과 인터넷을 통해 방송을 송출하고 있으며, 텔레비전 채널 SFC TV가 2005-06 시즌에 제니트와의 UEFA컵 경기를 기점으로 방송을 시작했다. 2009년 6월 8일, 구단 웹사이트를 통해 텔레비전 중계 안내를 한다. 세비야는 매 경기 다음날 종이와 전자 신문을 발행하며, 중요한 경기의 경우 당일에도 발행하며 안방 경기는 경기 전에 발행한다. 구단 공식지는 격달로 발행하는데, 1호는 2005년 9월, 구단의 100주년을 기념하는 브라질과의 친선전 당시 발행되었다.

### 협찬사
세비야는 플레이티카를 2017-18 시즌 주 협찬사로 선정했다. 플레이티카는 세비야의 유니폼에 포커 월드 시리즈 무료 포커방을 광고했다. 또한, 협찬사 광고가 42,500석의 세비야 안방 "라몬 산체스 피스후안" 경기장 관중석 앞, 선수 입구, 그리고 구단 버스에 나오게 되었다.

## 선수 명단

### 현재 선수 명단
2025년 6월 17일 기준
참고: FIFA 자격 규정에 따라 소속된 국가대표팀 국기를 표시합니다. 선수는 복수의 FIFA 비회원국 국적을 가지고 있을 수 있습니다.
| 번호 | 포지션 | 국적     | 이름                 |
| ---- | ------ | -------- | -------------------- |
| 1    | GK     |          | 알바로 페르난데스    |
| 3    | DF     |          | 아드리아 페드로사    |
| 4    | DF     |          | 키케 살라스          |
| 6    | MF     | 세르비아 | 네마냐 구델 (부주장) |
| 7    | FW     |          | 이사크 로메로        |
| 11   | FW     |          | 도디 루케바키오      |
| 13   | GK     |          | 외르얀 뉠란          |
| 14   | FW     |          | 페케                 |

| 번호 | 포지션 | 국적       | 이름          |
| ---- | ------ | ---------- | ------------- |
| 18   | MF     |            | 뤼시앵 아구메 |
| 20   | MF     |            | 지브릴 소우   |
| 21   | FW     | 나이지리아 | 치데라 에주케 |
| 22   | DF     |            | 로이크 바데   |
| 23   | DF     |            | 마르캉        |
| 24   | DF     |            | 탕기 니안주   |
| 26   | DF     |            | 후안루 산체스 |

### 2군 선수 차출 명단
참고: FIFA 자격 규정에 따라 소속된 국가대표팀 국기를 표시합니다. 선수는 복수의 FIFA 비회원국 국적을 가지고 있을 수 있습니다.
| 번호 | 포지션 | 국적 | 이름                   |
| ---- | ------ | ---- | ---------------------- |
| 27   | MF     |      | 스타니스 이덤보 무잠보 |
| 30   | MF     |      | 알베르토 코야도        |

| 번호 | 포지션 | 국적 | 이름              |
| ---- | ------ | ---- | ----------------- |
| 31   | GK     |      | 알베르토 플로레스 |
| 37   | MF     |      | 파블로 리베라     |

### 임대 선수 명단
참고: FIFA 자격 규정에 따라 소속된 국가대표팀 국기를 표시합니다. 선수는 복수의 FIFA 비회원국 국적을 가지고 있을 수 있습니다.
| 번호 | 포지션 | 국적 | 이름                                   |
| ---- | ------ | ---- | -------------------------------------- |
| —    | DF     |      | 페데리코 가토니 (리버 플레이트로 임대) |
| —    | MF     |      | 주안 호르단 (알라베스로 임대)          |

| 번호 | 포지션 | 국적 | 이름                                |
| ---- | ------ | ---- | ----------------------------------- |
| —    | FW     |      | 아드난 야누자이 (라스팔마스로 임대) |
| —    | FW     |      | 라파 미르 (발렌시아로 임대)         |

## 역대 감독
| 연도    | 이름                      |
| ------- | ------------------------- |
| 1908–10 | 호아킨 발렌수엘라         |
| 1910–17 | 에우헤니오 에이사기레     |
| 1917–21 | 페페 브란드               |
| 1921–23 | 아르투로 오스토스         |
| 1923–24 | 찰스 오헤이건             |
| 1924–27 | 앙헬 비야그란             |
| 1927–30 | 헤르츠카 리포             |
| 1930–33 | 호세 키란테               |
| 1933–36 | 라몬 엔시나스             |
| 1939–41 | 페페 브란드               |
| 1941–42 | 빅토리아노 산토스         |
| 1942    | 페페 브란드               |
| 1942–45 | 패트릭 오코넬             |
| 1945–47 | 라몬 엔시나스             |
| 1947–49 | 파트리시오 카이세도       |
| 1949–53 | 기예르모 캄파날           |
| 1953–56 | 엘레니오 에레라           |
| 1956–57 | 사투르 그레치             |
| 1957    | 기예르모 캄파날           |
| 1957–58 | 디에고 비얄롱가           |
| 1958    | 컬마르 예뇌               |
| 1958–59 | 호세 안토니오 이피냐 이사 |
| 1959    | 기예르모 캄파날           |
| 1959    | 라몬 엔시나스             |
| 1959–61 | 루이스 미로               |
| 1961    | 디에고 비얄롱가           |
| 1961–63 | 안토니오 바리오스         |
| 1963–64 | 오투 붐베우               |

| 연도    | 이름                    |
| ------- | ----------------------- |
| 1964–65 | 페르디난트 다우치크     |
| 1965–66 | 이그나시오 에이사기레   |
| 1966    | 후안 아르사             |
| 1966    | 사비노 바리나가         |
| 1967    | 후안 아르사             |
| 1967–68 | 안토니오 바리오스       |
| 1968–69 | 후안 아르사             |
| 1969–71 | 막스 메르켈             |
| 1971    | 디에고 비얄롱가         |
| 1971–72 | 단 게오르야디스         |
| 1972    | 빅 버킹엄               |
| 1972    | 디에고 비얄롱가         |
| 1972–73 | 후안 아르사             |
| 1973    | 살바도르 아르티가스     |
| 1973    | 에른스트 하펠           |
| 1974–76 | 로케 올센               |
| 1976–79 | 카리에가                |
| 1979–81 | 미겔 무뇨스             |
| 1981–86 | 마놀로 카르도           |
| 1986–87 | 조크 월러스             |
| 1987–88 | 샤비에르 아스카르고르타 |
| 1989    | 로케 올센               |
| 1989–91 | 비센테 칸타토레         |
| 1991–92 | 빅토르 에스파라고       |
| 1992–93 | 카를로스 빌라르도       |
| 1993–95 | 루이스 아라고네스       |
| 1995    | 토니                    |
| 1995–96 | 후안 카를로스 알바레스  |

| 연도      | 이름                     |
| --------- | ------------------------ |
| 1996      | 빅토르 에스파라고        |
| 1996–97   | 호세 안토니오 카마초     |
| 1997      | 카를로스 빌라르도        |
| 1997      | 훌리안 루비오            |
| 1997      | 비센테 미에라            |
| 1998      | 후안 카를로스 알바레스   |
| 1998–99   | 페르난도 카스트로 산토스 |
| 1999–2000 | 마르코스 알론소          |
| 2000      | 후안 카를로스 알바레스   |
| 2000–05   | 호아킨 카파로스          |
| 2005–07   | 후안데 라모스            |
| 2007–10   | 마놀로 히메네스          |
| 2010      | 안토니오 알바레스        |
| 2010–11   | 그레고리오 만사노        |
| 2011–12   | 마르셀리노               |
| 2012–13   | 미첼                     |
| 2013–16   | 우나이 에메리            |
| 2016–17   | 호르헤 삼파올리          |
| 2017      | 에두아르도 베리소        |
| 2017–18   | 빈첸초 몬텔라            |
| 2018      | 호아킨 카파로스          |
| 2018–19   | 파블로 마친              |
| 2019      | 호아킨 카파로스          |
| 2019–22   | 훌렌 로페테기            |
| 2022–23   | 호르헤 삼파올리          |
| 2023      | 호세 루이스 멘딜리바르   |
| 2023      | 디에고 알론소            |
| 2023–     | 키케 산체스 플로레스     |

## 시설

### 경기장

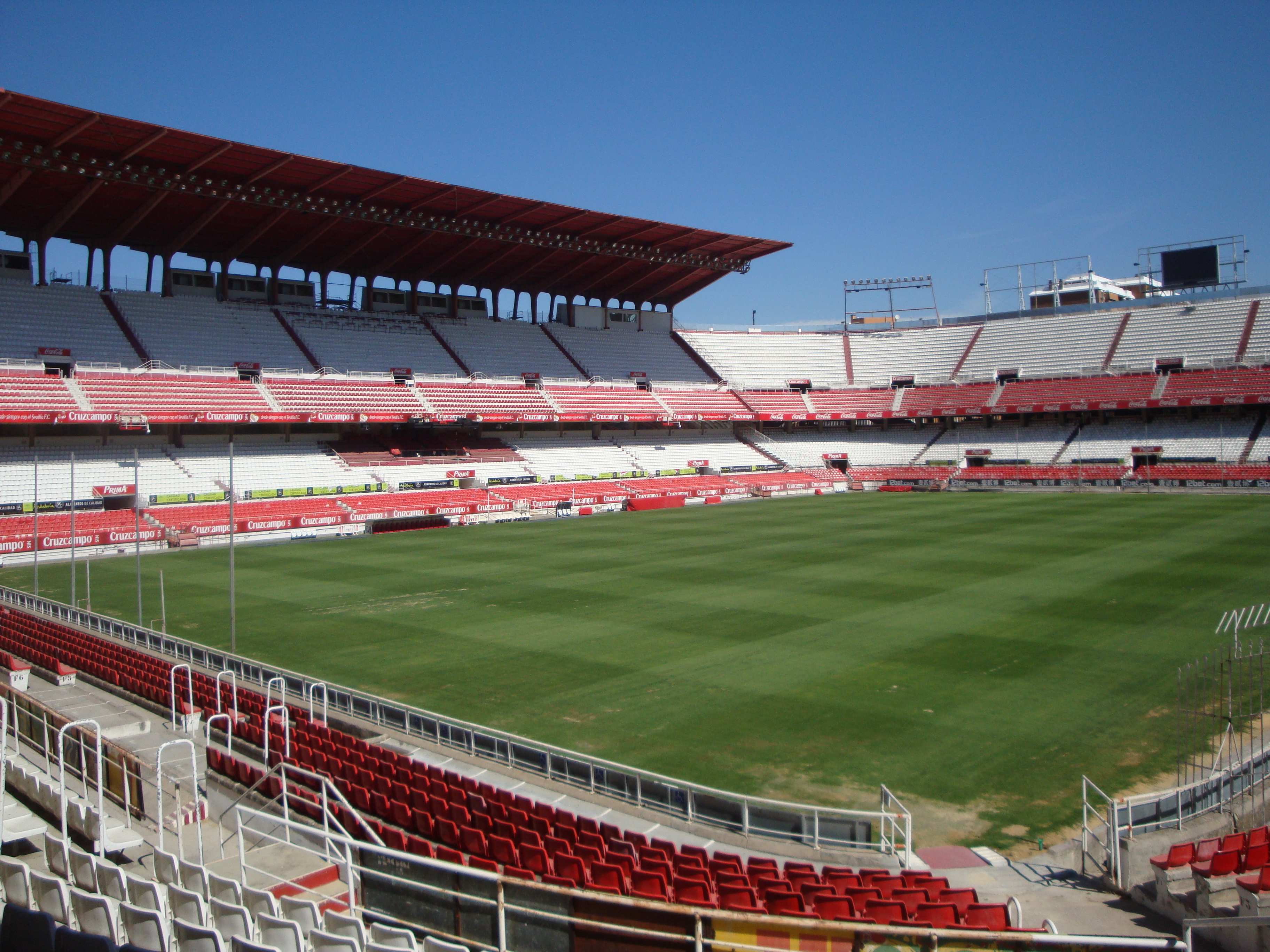
라몬 산체스 피스후안 경기장 내부

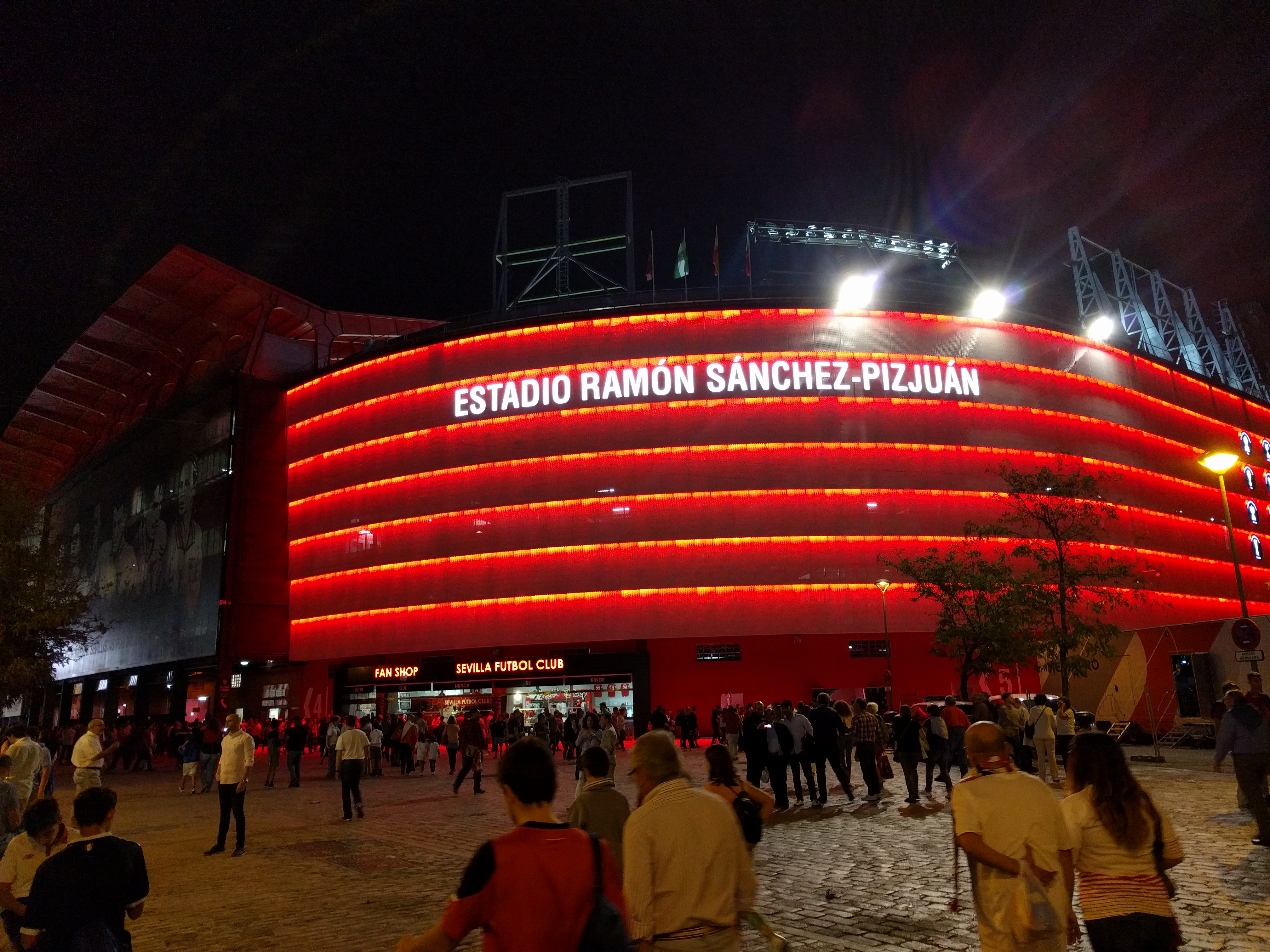
라몬 산체스 피스후안 경기장 외부 야경

세비야는 창단 이래 50년 동안 세비야의 다양한 경기장에서 안방 경기를 치렀다. 안방 경기를 치른 구장으로는 라 트리니다드 잔디 구장, 메르칸틸레 잔디 구장, 라 빅토리아 경기장, 그리고 네르비온 경기장이 있다.
라몬 산체스 피스후안 경기장의 건설 계획은 1937년에 처음 계획되었는데, 당시 세비야의 안방 네르비온 구에 있었으며, 1954년에 경기장 첫 삽을 떴다. 경기장 건설 설계 경진 대회가 주최되었는데, 우승자는 건축가 마누엘 무뇨스 모나스테리오의 작품으로, 그는 레알 마드리드의 안방 산티아고 베르나베우 경기장을 설계하기도 했었다.
경기장 건설은 1958년 여름에 완료되었는데, 같은 해 9월 7일에 하엔과의 친선 경기날에 개장하였다. 동쪽과 서쪽의 대형 관중석은 1974년에 에우헤니오 몬테스 카베사스 회장의 임기에 완료되어 경기장 수용 인원을 70,000명으로 늘렸다. 주 관중석의 지붕, 산티아고 델 캄포가 제작한 입구의 모자이크, 그리고 조명망이 1982년 FIFA 월드컵을 앞두고 추가되었으며, 이 대회에서 라몬 산체스 피스후안은 소련과 브라질 간의 조별 리그 경기와 프랑스와 서독 간의 준결승전을 개최하였다. 1986 유러피언컵 결승전 또한 이곳에서 열렸는데, 스테아우아가 바르셀로나를 이기고 이 결승전에서 승리했다. 이후, 경기장의 수용 인원은 약 60,000명으로 축소되었다. 가장 최근에 진행된 경기장 보수 작업은 1990년대 중반에 이루어졌는데, FIFA 규정에 따르면, 경기장 모든 구역이 좌석화되어야 한다고 되어있고, 그에 따라 경기장 수용 인원은 현재의 42,714명으로 줄었다.
스페인 국가대표팀은 이 곳에서 1961년부터 26번의 안방 경기를 치렀는데, 21승 5무로 무패를 기록하고 있다. 2005년에 구단의 100주년을 기념하기 위해 벤 예세프의 우의적 모자이크가 남문 근처에 제작되었고, 이는 세비야 시의 역사를 나타낸다. 그 위에 구단의 문양이 바람에 휘날렸다. 이 경기장 내부에는 구단 매체 본부가 위치하며, 공식 매장, 구단 박물관, 트로피 보관실도 있다.

### 훈련 시설
세비야 구단 훈련은 체육 도시(La Ciudad Deportiva)에서 진행되는데, 이 곳에서 1군 훈련 외에도 2군과 여자부의 안방 경기가 진행된다. 이 시설은 1974년에 개장하였으며, 시 외곽인 우트레라 간선 도로 근처에 위치한다. 이 곳은 4개의 천연 잔디 구장과 3개의 인조 잔디가 있고, 안토니에 푸에르타 축구 학교의 인공 구장, 탈의실, 체육관, 기자회견실, 구내 식당, 의무 시설, 그리고 회복실이 있다.

## 리그 기록

### 시즌별
| 시즌    | 리그 | 리그명 | 순위 | 코파 델 레이 |
| ------- | ---- | ------ | ---- | ------------ |
| 1928–29 | 2    | 2부    | 1위  | 8강          |
| 1929–30 | 2    | 2부    | 4위  | 16강         |
| 1930–31 | 2    | 2부    | 2위  | 16강         |
| 1931–32 | 2    | 2부    | 8위  | 32강         |
| 1932–33 | 2    | 2부    | 9위  | 16강         |
| 1933–34 | 2    | 2부    | 1위  | 16강         |
| 1934–35 | 1    | 1부    | 5위  | 우승         |
| 1935–36 | 1    | 1부    | 10위 | 16강         |
| 1939–40 | 1    | 1부    | 2위  | 16강         |
| 1940–41 | 1    | 1부    | 5위  | 8강          |
| 1941–42 | 1    | 1부    | 6위  | 16강         |
| 1942–43 | 1    | 1부    | 2위  | 1라운드      |
| 1943–44 | 1    | 1부    | 3위  | 8강          |
| 1944–45 | 1    | 1부    | 10위 | 8강          |
| 1945–46 | 1    | 1부    | 1위  | 4강          |
| 1946–47 | 1    | 1부    | 6위  | 16강         |
| 1947–48 | 1    | 1부    | 5위  | 우승         |
| 1948–49 | 1    | 1부    | 8위  | 16강         |
| 1949–50 | 1    | 1부    | 10위 | 8강          |
| 1950–51 | 1    | 1부    | 2위  | 1라운드      |

| 시즌    | 리그 | 리그명 | 순위 | 코파 델 레이 |
| ------- | ---- | ------ | ---- | ------------ |
| 1951–52 | 1    | 1부    | 6위  | 1라운드      |
| 1952–53 | 1    | 1부    | 5위  | 16강         |
| 1953–54 | 1    | 1부    | 5위  | 4강          |
| 1954–55 | 1    | 1부    | 4위  | 준우승       |
| 1955–56 | 1    | 1부    | 4위  | 16강         |
| 1956–57 | 1    | 1부    | 2위  | 16강         |
| 1957–58 | 1    | 1부    | 10위 | 16강         |
| 1958–59 | 1    | 1부    | 12위 | 32강         |
| 1959–60 | 1    | 1부    | 4위  | 32강         |
| 1960–61 | 1    | 1부    | 11위 | 8강          |
| 1961–62 | 1    | 1부    | 6위  | 준우승       |
| 1962–63 | 1    | 1부    | 11위 | 16강         |
| 1963–64 | 1    | 1부    | 9위  | 16강         |
| 1964–65 | 1    | 1부    | 10위 | 32강         |
| 1965–66 | 1    | 1부    | 8위  | 32강         |
| 1966–67 | 1    | 1부    | 13위 | 16강         |
| 1967–68 | 1    | 1부    | 16위 | 16강         |
| 1968–69 | 2    | 2부    | 1위  | 불참         |
| 1969–70 | 1    | 1부    | 3위  | 32강         |
| 1970–71 | 1    | 1부    | 7위  | 4강          |

| 시즌    | 리그 | 리그명 | 순위 | 코파 델 레이 |
| ------- | ---- | ------ | ---- | ------------ |
| 1971–72 | 1    | 1부    | 16위 | 16강         |
| 1972–73 | 2    | 2부    | 4위  | 8강          |
| 1973–74 | 2    | 2부    | 9위  | 4라운드      |
| 1974–75 | 2    | 2부    | 3위  | 4라운드      |
| 1975–76 | 1    | 1부    | 11위 | 32강         |
| 1976–77 | 1    | 1부    | 10위 | 8강          |
| 1977–78 | 1    | 1부    | 8위  | 16강         |
| 1978–79 | 1    | 1부    | 11위 | 4강          |
| 1979–80 | 1    | 1부    | 8위  | 4라운드      |
| 1980–81 | 1    | 1부    | 8위  | 4강          |
| 1981–82 | 1    | 1부    | 7위  | 1라운드      |
| 1982–83 | 1    | 1부    | 5위  | 8강          |
| 1983–84 | 1    | 1부    | 8위  | 2라운드      |
| 1984–85 | 1    | 1부    | 12위 | 3라운드      |
| 1985–86 | 1    | 1부    | 9위  | 16강         |
| 1986–87 | 1    | 1부    | 10위 | 3라운드      |
| 1987–88 | 1    | 1부    | 10위 | 16강         |
| 1988–89 | 1    | 1부    | 9위  | 32강         |
| 1989–90 | 1    | 1부    | 6위  | 2라운드      |
| 1990–91 | 1    | 1부    | 8위  | 8강          |

| 시즌    | 리그 | 리그명 | 순위 | 코파 델 레이 |
| ------- | ---- | ------ | ---- | ------------ |
| 1991–92 | 1    | 1부    | 12위 | 8강          |
| 1992–93 | 1    | 1부    | 7위  | 16강         |
| 1993–94 | 1    | 1부    | 6위  | 8강          |
| 1994–95 | 1    | 1부    | 5위  | 4라운드      |
| 1995–96 | 1    | 1부    | 12위 | 8강          |
| 1996–97 | 1    | 1부    | 20위 | 3라운드      |
| 1997–98 | 2    | 2부    | 7위  | 1라운드      |
| 1998–99 | 2    | 2부    | 4위  | 4라운드      |
| 1999–00 | 1    | 1부    | 20위 | 1라운드      |
| 2000–01 | 2    | 2부    | 1위  | 64강         |
| 2001–02 | 1    | 1부    | 8위  | 64강         |
| 2002–03 | 1    | 1부    | 10위 | 8강          |
| 2003–04 | 1    | 1부    | 6위  | 4강          |
| 2004–05 | 1    | 1부    | 6위  | 8강          |
| 2005–06 | 1    | 1부    | 5위  | 16강         |
| 2006–07 | 1    | 1부    | 3위  | 우승         |
| 2007–08 | 1    | 1부    | 5위  | 16강         |
| 2008–09 | 1    | 1부    | 3위  | 4강          |
| 2009–10 | 1    | 1부    | 4위  | 우승         |
| 2010–11 | 1    | 1부    | 5위  | 4강          |

| 시즌    | 리그 | 리그명 | 순위 | 코파 델 레이 |
| ------- | ---- | ------ | ---- | ------------ |
| 2011–12 | 1    | 1부    | 9위  | 16강         |
| 2012–13 | 1    | 1부    | 9위  | 4강          |
| 2013–14 | 1    | 1부    | 5위  | 32강         |
| 2014–15 | 1    | 1부    | 5위  | 8강          |
| 2015–16 | 1    | 1부    | 7위  | 준우승       |
| 2016–17 | 1    | 1부    | 4위  | 16강         |
| 2017–18 | 1    | 1부    | 7위  | 준우승       |
| 2018–19 | 1    | 1부    | 6위  | 8강          |
| 2019–20 | 1    | 1부    | 4위  | 16강         |
| 2020–21 | 1    | 1부    | 4위  | 4강          |
| 2021-22 | 1    | 1부    | 4위  | 16강         |
| 2022-23 | 1    | 1부    | 12위 | 8강          |
| 2023-24 | 1    | 1부    |      |              |

### 요약
세비야는 1934-35 시즌에 처음으로 라 리가에 승격한 이래, 7시즌을 제외하고 1부 리그에 속해 있었다. 세비야는 라 리가를 1945-46 시즌에 한 차례 우승하였고, 1939-40 시즌, 1942-43 시즌, 1950-51 시즌, 그리고 1956-57 시즌에 4차례 준우승을 거두었다. 구단은 4차례 짧게 세군다 디비시온으로 강등되는 아픔을 겪기도 했지만, 1968-69 시즌과 2000-01 시즌에 두 차례 세군다 디비시온 정상에 올라 승격했었다.

## 유럽대항전 기록
| 인터콘티넨털컵 / FIFA 클럽 월드컵            | 인터콘티넨털컵 / FIFA 클럽 월드컵 | 인터콘티넨털컵 / FIFA 클럽 월드컵 | 인터콘티넨털컵 / FIFA 클럽 월드컵 | 인터콘티넨털컵 / FIFA 클럽 월드컵 | 인터콘티넨털컵 / FIFA 클럽 월드컵 | 인터콘티넨털컵 / FIFA 클럽 월드컵 | 인터콘티넨털컵 / FIFA 클럽 월드컵 | 인터콘티넨털컵 / FIFA 클럽 월드컵 | 인터콘티넨털컵 / FIFA 클럽 월드컵 | 인터콘티넨털컵 / FIFA 클럽 월드컵 | 인터콘티넨털컵 / FIFA 클럽 월드컵 | 인터콘티넨털컵 / FIFA 클럽 월드컵 | 인터콘티넨털컵 / FIFA 클럽 월드컵 | 인터콘티넨털컵 / FIFA 클럽 월드컵 | 인터콘티넨털컵 / FIFA 클럽 월드컵 | 인터콘티넨털컵 / FIFA 클럽 월드컵 | 인터콘티넨털컵 / FIFA 클럽 월드컵 | 인터콘티넨털컵 / FIFA 클럽 월드컵 | 인터콘티넨털컵 / FIFA 클럽 월드컵 |
| 시즌                                         |                                   |                                   |                                   |                                   |                                   |                                   |                                   |                                   |                                   |                                   |                                   |                                   | 8강전                             | 준결승전                          | 결승전 / 3위 결정전               |                                   |                                   |                                   |                                   |
| -------------------------------------------- | --------------------------------- | --------------------------------- | --------------------------------- | --------------------------------- | --------------------------------- | --------------------------------- | --------------------------------- | --------------------------------- | --------------------------------- | --------------------------------- | --------------------------------- | --------------------------------- | --------------------------------- | --------------------------------- | --------------------------------- | --------------------------------- | --------------------------------- | --------------------------------- | --------------------------------- |
|                                              |                                   |                                   |                                   |                                   |                                   |                                   |                                   |                                   |                                   |                                   |                                   |                                   |                                   |                                   |                                   |                                   |                                   |                                   |                                   |
| UEFA 슈퍼컵                                  |                                   |                                   |                                   |                                   |                                   |                                   |                                   |                                   |                                   |                                   |                                   |                                   |                                   |                                   |                                   |                                   |                                   |                                   |                                   |
| 시즌                                         |                                   |                                   |                                   |                                   |                                   |                                   |                                   |                                   |                                   |                                   |                                   |                                   |                                   |                                   | 결승전                            |                                   |                                   |                                   |                                   |
| 2006–07                                      |                                   |                                   |                                   |                                   |                                   |                                   |                                   |                                   |                                   |                                   |                                   |                                   |                                   |                                   | 바르셀로나                        |                                   |                                   |                                   |                                   |
| 2007–08                                      |                                   |                                   |                                   |                                   |                                   |                                   |                                   |                                   |                                   |                                   |                                   |                                   |                                   |                                   | 밀란                              |                                   |                                   |                                   |                                   |
| 2014–15                                      |                                   |                                   |                                   |                                   |                                   |                                   |                                   |                                   |                                   |                                   |                                   |                                   |                                   |                                   | 레알 마드리드                     |                                   |                                   |                                   |                                   |
| 2015–16                                      |                                   |                                   |                                   |                                   |                                   |                                   |                                   |                                   |                                   |                                   |                                   |                                   |                                   |                                   | 바르셀로나                        |                                   |                                   |                                   |                                   |
| 2016–17                                      |                                   |                                   |                                   |                                   |                                   |                                   |                                   |                                   |                                   |                                   |                                   |                                   |                                   |                                   | 레알 마드리드                     |                                   |                                   |                                   |                                   |
| 2020–21                                      |                                   |                                   |                                   |                                   |                                   |                                   |                                   |                                   |                                   |                                   |                                   |                                   |                                   |                                   | 바이에른 뮌헨                     |                                   |                                   |                                   |                                   |
| 유러피언컵 / UEFA 챔피언스리그               |                                   |                                   |                                   |                                   |                                   |                                   |                                   |                                   |                                   |                                   |                                   |                                   |                                   |                                   |                                   |                                   |                                   |                                   |                                   |
| 시즌                                         | 예선전                            | 예선전                            | 예선전                            | 예선전                            | 예선전                            | 예선전                            | 예선전                            | 예선전                            | 예선전                            | 예선전                            | 32강전                            | 16강전                            | 8강전                             | 준결승전                          | 결승전                            |                                   |                                   |                                   |                                   |
| 1957–58                                      |                                   |                                   |                                   |                                   |                                   |                                   |                                   |                                   |                                   |                                   | 벤피카                            | 오르후스                          | 레알 마드리드                     |                                   |                                   |                                   |                                   |                                   |                                   |
| 2007–08                                      |                                   |                                   |                                   |                                   |                                   |                                   |                                   |                                   |                                   | AEK                               | 슬라비아 프라하 1                 | 페네르바흐체                      |                                   |                                   |                                   |                                   |                                   |                                   |                                   |
| 2009–10                                      |                                   |                                   |                                   |                                   |                                   |                                   |                                   |                                   |                                   |                                   | 우니레아 1                        | CSKA                              |                                   |                                   |                                   |                                   |                                   |                                   |                                   |
| 2010–11                                      |                                   |                                   |                                   |                                   |                                   |                                   |                                   |                                   |                                   | 브라가                            |                                   |                                   |                                   |                                   |                                   |                                   |                                   |                                   |                                   |
| 2015–16                                      |                                   |                                   |                                   |                                   |                                   |                                   |                                   |                                   |                                   |                                   | 유벤투스 1                        |                                   |                                   |                                   |                                   |                                   |                                   |                                   |                                   |
| 2016–17                                      |                                   |                                   |                                   |                                   |                                   |                                   |                                   |                                   |                                   |                                   | 리옹 1                            | 레스터 시티                       |                                   |                                   |                                   |                                   |                                   |                                   |                                   |
| 2017–18                                      |                                   |                                   |                                   |                                   |                                   |                                   |                                   |                                   |                                   | 바샥셰히르                        | 스파르타크 1                      | 맨체스터 Utd                      | 바이에른 뮌헨                     |                                   |                                   |                                   |                                   |                                   |                                   |
| 2020–21                                      |                                   |                                   |                                   |                                   |                                   |                                   |                                   |                                   |                                   |                                   | 크라스노다르 1                    | 도르트문트                        |                                   |                                   |                                   |                                   |                                   |                                   |                                   |
| UEFA 컵위너스컵                              |                                   |                                   |                                   |                                   |                                   |                                   |                                   |                                   |                                   |                                   |                                   |                                   |                                   |                                   |                                   |                                   |                                   |                                   |                                   |
| 시즌                                         | 예선전                            | 예선전                            | 예선전                            | 예선전                            | 예선전                            | 예선전                            | 예선전                            | 예선전                            | 예선전                            | 예선전                            | 32강전                            | 16강전                            | 8강전                             | 준결승전                          | 결승전                            |                                   |                                   |                                   |                                   |
| 1962–63                                      |                                   |                                   |                                   |                                   |                                   |                                   |                                   |                                   |                                   |                                   | 레인저스                          |                                   |                                   |                                   |                                   |                                   |                                   |                                   |                                   |
| 인터시티 페어스컵 / UEFA컵 / UEFA 유로파리그 |                                   |                                   |                                   |                                   |                                   |                                   |                                   |                                   |                                   |                                   |                                   |                                   |                                   |                                   |                                   |                                   |                                   |                                   |                                   |
| 시즌                                         | 예선전                            | 예선전                            | 예선전                            | 예선전                            | 예선전                            | 예선전                            | 예선전                            | 예선전                            | 예선전                            | 예선전                            | 32강전                            | 16강전                            | 8강전                             | 준결승전                          | 결승전                            |                                   |                                   |                                   |                                   |
| 1966–67                                      |                                   |                                   |                                   |                                   |                                   |                                   |                                   |                                   |                                   | 아르제슈                          |                                   |                                   |                                   |                                   |                                   |                                   |                                   |                                   |                                   |
| 1970–71                                      |                                   |                                   |                                   |                                   |                                   |                                   |                                   |                                   |                                   | 에스키셰히르스포르                |                                   |                                   |                                   |                                   |                                   |                                   |                                   |                                   |                                   |
| 1982–83                                      |                                   |                                   |                                   |                                   |                                   |                                   |                                   |                                   |                                   | 레프스키                          | PAOK                              | 카이저슬라우테른                  |                                   |                                   |                                   |                                   |                                   |                                   |                                   |
| 1983–84                                      |                                   |                                   |                                   |                                   |                                   |                                   |                                   |                                   |                                   | 스포르팅                          |                                   |                                   |                                   |                                   |                                   |                                   |                                   |                                   |                                   |
| 1990–91                                      |                                   |                                   |                                   |                                   |                                   |                                   |                                   |                                   |                                   | PAOK                              | 토르페도                          |                                   |                                   |                                   |                                   |                                   |                                   |                                   |                                   |
| 1995–96                                      |                                   |                                   |                                   |                                   |                                   |                                   |                                   |                                   |                                   | 보테프                            | 올림피아코스                      | 바르셀로나                        |                                   |                                   |                                   |                                   |                                   |                                   |                                   |
| 2004–05                                      |                                   |                                   |                                   |                                   |                                   |                                   |                                   |                                   | 나시오날                          | 제니트 1                          | 파나티나이코스                    | 파르마                            |                                   |                                   |                                   |                                   |                                   |                                   |                                   |
| 2005–06                                      |                                   |                                   |                                   |                                   |                                   |                                   |                                   |                                   | 마인츠 05                         | 베식타시 1                        | 로코모티프                        | 릴                                | 제니트                            | 샬케 04                           | 미들즈브러                        |                                   |                                   |                                   |                                   |
| 2006–07                                      |                                   |                                   |                                   |                                   |                                   |                                   |                                   |                                   | 아트로미토스                      | 슬로반 1                          | 스테아우아                        | 샤흐타르 도네츠크                 | 토트넘 홋스퍼                     | 오사수나                          | 에스파뇰                          |                                   |                                   |                                   |                                   |
| 2008–09                                      |                                   |                                   |                                   |                                   |                                   |                                   |                                   |                                   | 잘츠부르크                        | 삼프도리아 1                      |                                   |                                   |                                   |                                   |                                   |                                   |                                   |                                   |                                   |
| 2010–11                                      |                                   |                                   |                                   |                                   |                                   |                                   |                                   |                                   |                                   | 도르트문트 1                      | 포르투                            |                                   |                                   |                                   |                                   |                                   |                                   |                                   |                                   |
| 2011–12                                      |                                   |                                   |                                   |                                   |                                   |                                   |                                   |                                   | 하노버 96                         |                                   |                                   |                                   |                                   |                                   |                                   |                                   |                                   |                                   |                                   |
| 2013–14                                      |                                   |                                   |                                   |                                   |                                   |                                   |                                   | 믈라도스트                        | 실롱스크                          | 프라이부르크 1                    | 마리보르                          | 베티스                            | 포르투                            | 발렌시아                          | 벤피카                            |                                   |                                   |                                   |                                   |
| 2014–15                                      |                                   |                                   |                                   |                                   |                                   |                                   |                                   |                                   |                                   | 리예카 1                          | 묀헨글라트바흐                    | 비야레알                          | 제니트                            | 피오렌티나                        | 드니프로페트로우스크              |                                   |                                   |                                   |                                   |
| 2015–16                                      |                                   |                                   |                                   |                                   |                                   |                                   |                                   |                                   |                                   |                                   | 몰데                              | 바젤                              | 아틀레틱 빌바오                   | 샤흐타르 도네츠크                 | 리버풀                            |                                   |                                   |                                   |                                   |
| 2018–19                                      |                                   |                                   |                                   |                                   |                                   |                                   | 우이페슈트                        | 잘기리스                          | 시그마 올로모우츠                 | 스탕다르 리에주1                  | 라치오                            | 슬라비아 프라하                   |                                   |                                   |                                   |                                   |                                   |                                   |                                   |
| 2019–20                                      |                                   |                                   |                                   |                                   |                                   |                                   |                                   |                                   |                                   | 카라바흐1                         | CFR 클루지                        | AS 로마                           | 울버햄프턴                        | 맨체스터 유나이티드               | 인테르나치오날레                  |                                   |                                   |                                   |                                   |
| 2022–23                                      |                                   |                                   |                                   |                                   |                                   |                                   |                                   |                                   |                                   |                                   |                                   |                                   |                                   |                                   |                                   |                                   |                                   |                                   |                                   |
| UEFA 인터토토컵                              |                                   |                                   |                                   |                                   |                                   |                                   |                                   |                                   |                                   |                                   |                                   |                                   |                                   |                                   |                                   |                                   |                                   |                                   |                                   |
| 시즌                                         |                                   |                                   |                                   |                                   |                                   |                                   |                                   |                                   |                                   |                                   | 32강전                            | 16강전                            | 8강전                             | 준결승전                          | 결승전                            |                                   |                                   |                                   |                                   |
|                                              |                                   |                                   |                                   |                                   |                                   |                                   |                                   |                                   |                                   |                                   |                                   |                                   |                                   |                                   |                                   |                                   |                                   |                                   |                                   |

- 1 해당 단계는 조별 리그이다. 이 단계를 통과한 시즌에는 가장 높은 순위의 탈락한 구단이, 탈락한 경우에는 가장 낮은 순위의 통과한 구단이 표시된다.

### UEFA 구단 점수
2020년 8월 20일 기준
| 랭킹 | 구단                | 점수    |
| ---- | ------------------- | ------- |
| 6    | 맨체스터 시티       | 116.000 |
| 7    | 파리 생제르맹       | 113.000 |
| 8    | 세비야              | 100.000 |
| 9    | 맨체스터 유나이티드 | 100.000 |
| 10   | 리버풀              | 99.000  |

## 수상

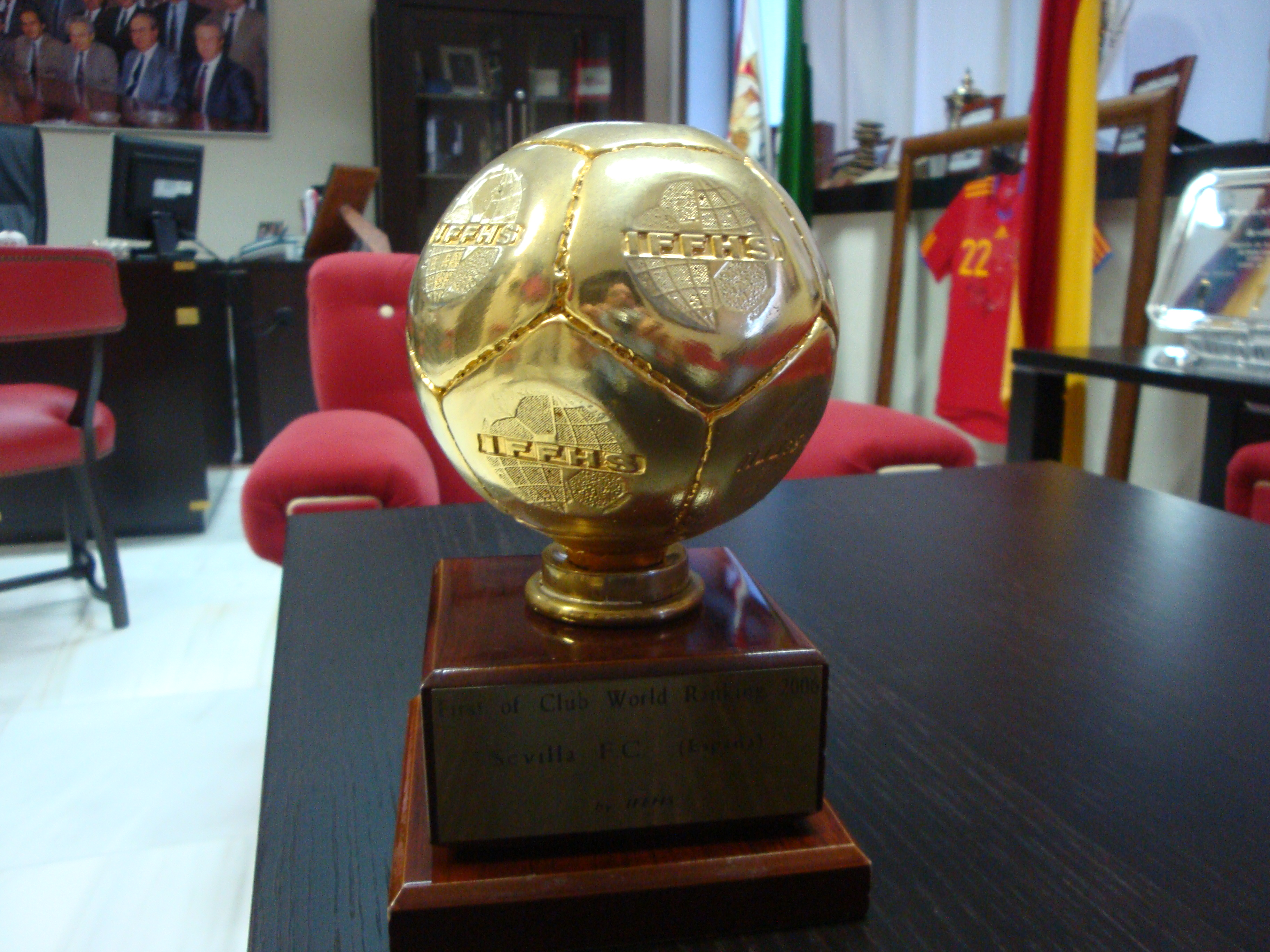
2006년, IFFHS는 세계 최고 축구단으로 세비야를 선정해 트로피를 수여했다.

창단 이래, 세비야는 지역, 국가, 그리고 유럽 대회에서 몇 차례 우승을 거두었다. 이 중에는 UEFA컵 / UEFA 유로파리그 역대 최다인 대회 5회 우승을 거둔 것도 있으며, 그에 따라 안달루시아 지방의 가장 성공적인 구단으로 자리매김했다.
2010년, 세비야는 코파 델 레이에서 우승을 거두었고, 스페인 국가대표팀의 2010년 FIFA 월드컵 우승을 기념해 진품 트로피를 영구히 가져도 좋다는 허락을 받기도 했다.

### 국내 대회
- 라 리가 우승 1회
  - 우승: 1945–46

- 세군다 디비시온 우승 4회
  - 우승: 1929, 1933–34, 1968–69, 2000–01

- 코파 델 레이 우승 5회 
  - 우승: 1935, 1939, 1947–48, 2006–07, 2009–10

- 수페르코파 데 에스파냐 우승 1회:
  - 우승: 2007

### 유럽 대회
- UEFA 유로파리그 우승 7회 (최다 우승)
  - 우승: 2005–06, 2006–07, 2013–14, 2014–15, 2015–16, 2019-20, 2022-23

- UEFA 슈퍼컵 우승 1회
  - 우승: 2006

### 지역 대회
- 코파 안달루시아 우승 18회
  - 우승: 1916–17, 1918–19, 1919–20, 1920–21, 1921–22, 1922–23, 1923–24, 1924–25, 1925–26, 1926–27, 1928–29, 1929–30
1930–31, 1931–32, 1932–33, 1935–36, 1938–39, 1939–40

### 친선 대회
- 트로페오 안토니오 푸에르타 우승 6회
  - 우승: 2008, 2009, 2011, 2012, 2017, 2019

- 트로페오 라몬 데 카란사 우승 6회
  - 우승: 1955, 1956, 1957, 2004, 2008, 2009

- 트로페오 코스타 델 솔 우승 2회
  - 우승: 1964, 2004

- 아킬레 & 체사레 보르톨로티 트로피 우승 1회
  - 우승: 2010

- 트로페오 시우다드 데 라 리네아 우승 3회
  - 우승: 2001, 2002, 2003

- 트로페오 테레사 에레라 우승 4회
  - 우승: 1946, 1954, 1960, 2011

- 트로페오 콜롬비노 우승 4회
  - 우승: 1975, 1985, 1996, 2005

- 트로페오 시우다드 데 세비야 우승 7회
  - 우승: 1972, 1973, 1976, 1978, 1982, 1984, 1994

- 러시아 철도컵 우승 1회
  - 우승: 2008

- 트로페오 데 라 살 우승 1회
  - 우승: 2010

- 트로페오 안토니오 카마초 메모리알 우승 1회
  - 우승: 2012

- 트로페오 코스타 브라바 우승 1회
  - 우승: 2012

- 수페르코파 에우로아메리카나 우승 1회
  - 우승: 2016

### 기타 수상, 기록, 및 기념 훈장
- 안달루시아의 메달 (2005),[69] 안달루시아 자치 의회로부터 수여
- IFFHS로부터 세계 최고의 구단으로 2006년과 2007년에 선정
- 안달루시아 스포츠 언론인 협회로부터 최고의 구단으로 2006년에 선정
- 스페인 스포츠 언론 협회로부터 최고의 구단으로 2006년에 선정[70]
- 세비야 언론회로부터 제15회 지역상을 2007년 1월에 받음[71]
- 스포츠 위원회로부터 왕립 체육 훈장을 받음[72]
- 왕립 상업 의회로부터 재정 행정 공로로 금메달을 받음
- UEFA 유로파리그 3연패를 달성한 유일한 구단: 2013-14, 2014-15, 2015-16[73]

갤러리

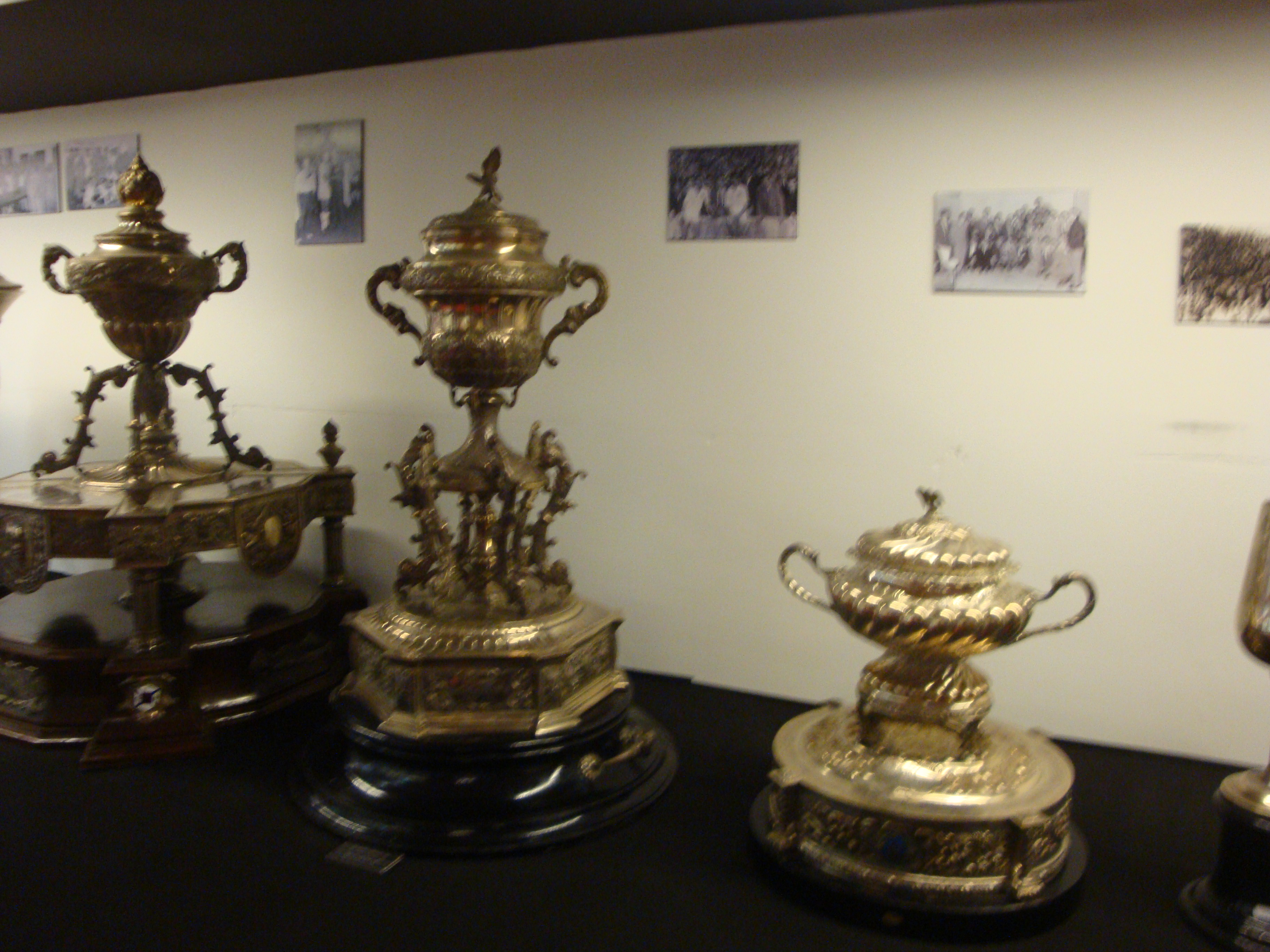
첫 번째 트로페오 라몬 데 카란사 (6회 우승)
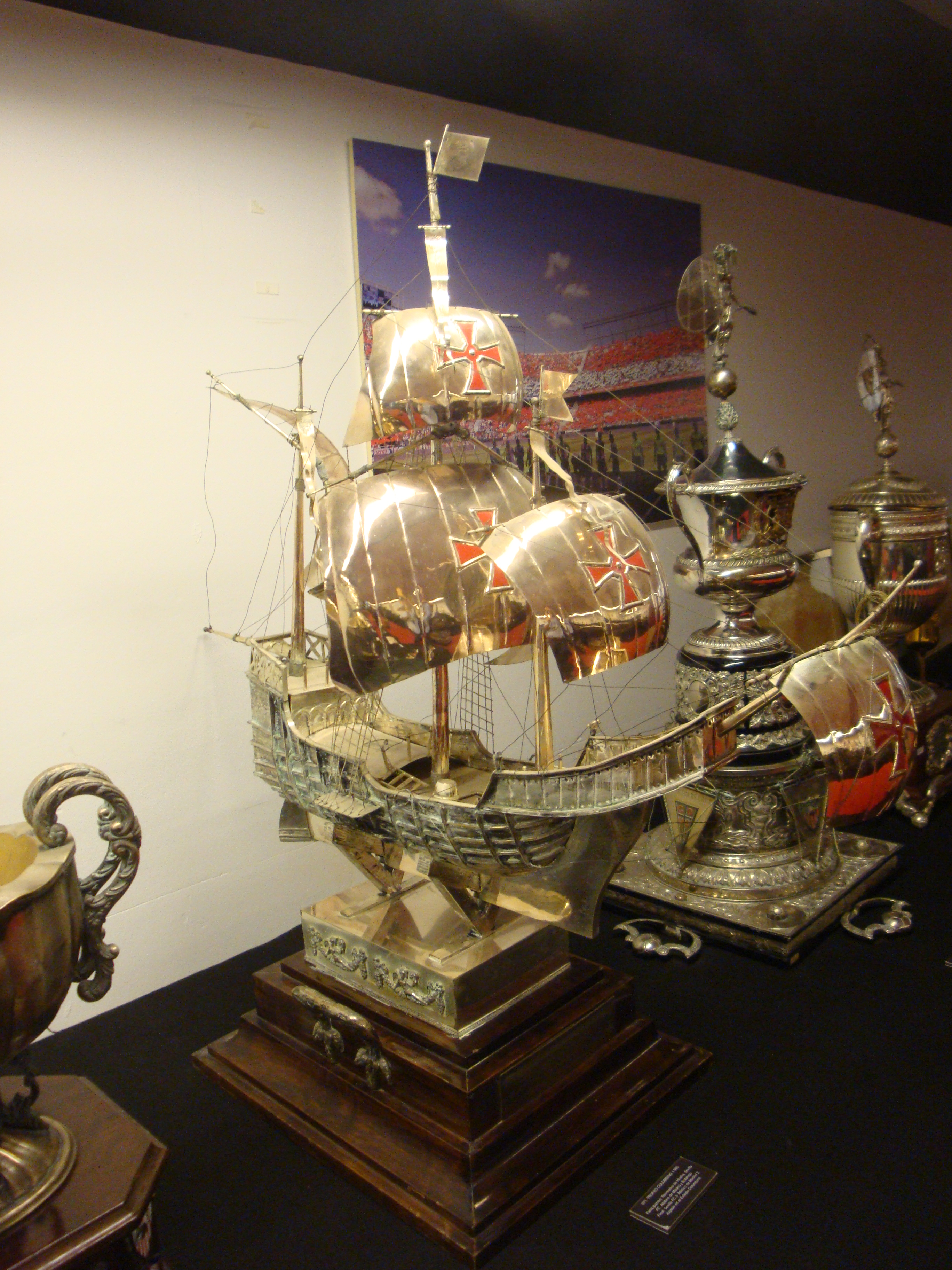
트로페오 콜롬비노 (4회 우승)
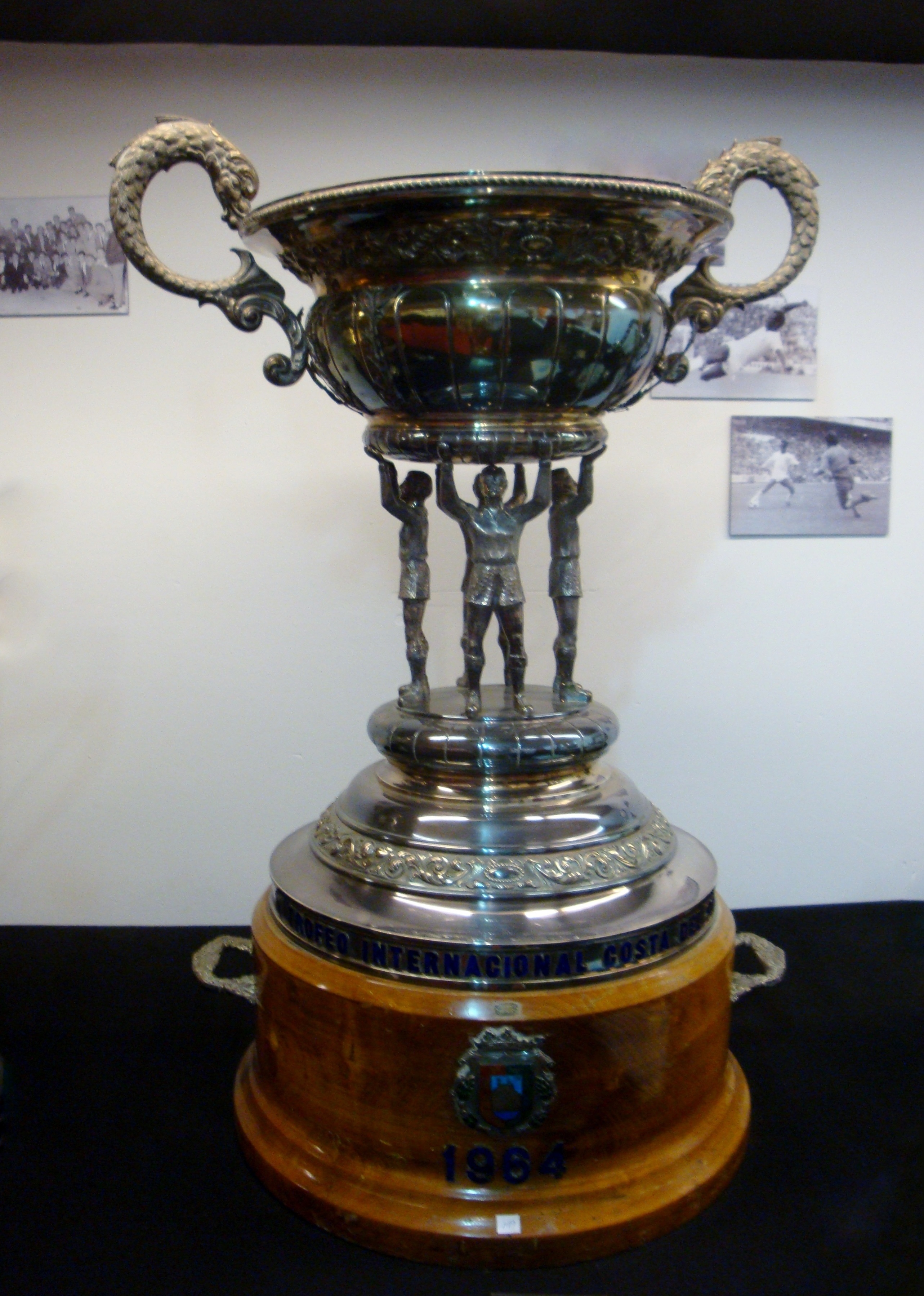
트로페오 코스타 델 솔 (2회 우승)
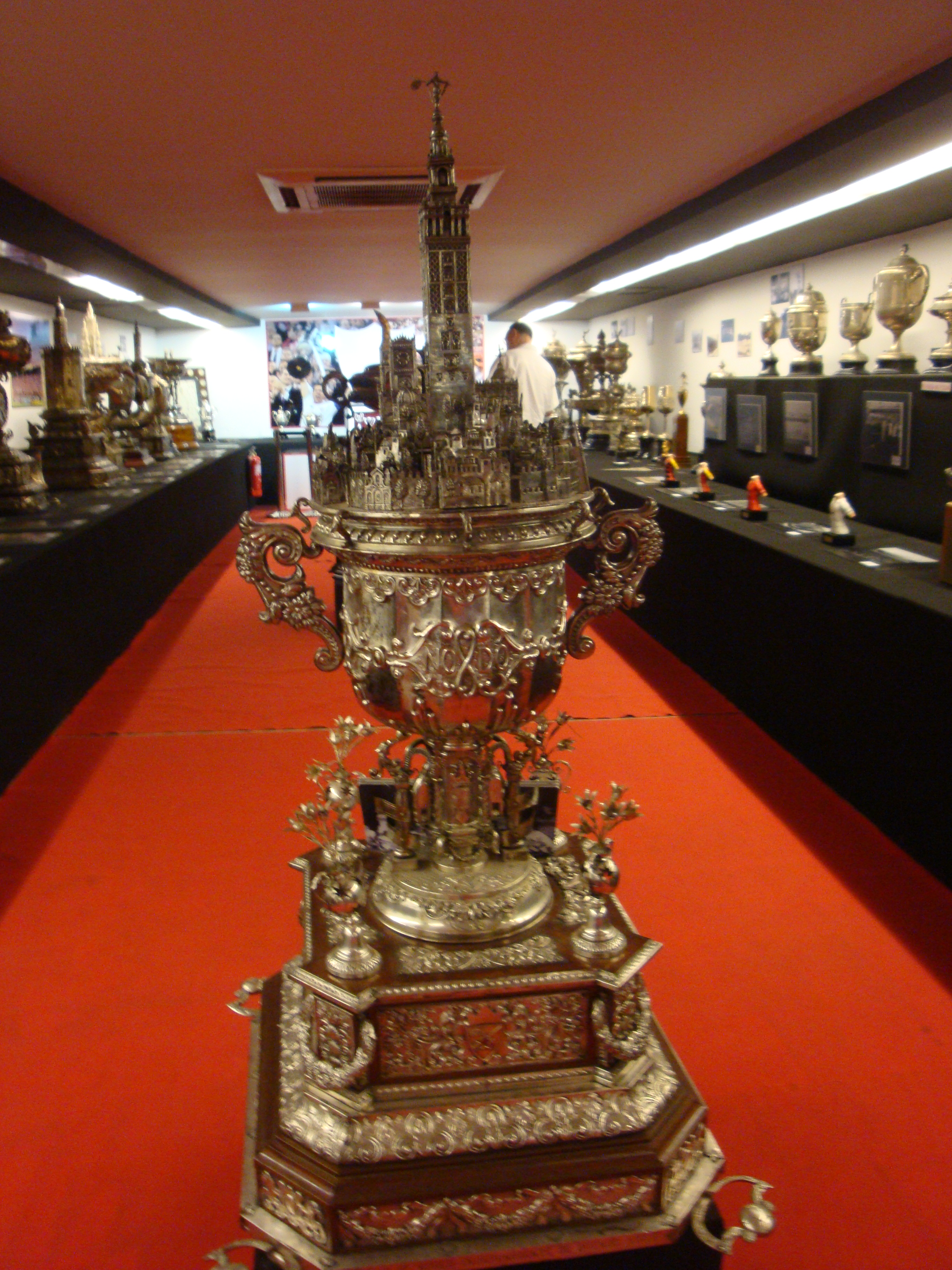
트로페오 시우다드 데 세비야 (7회 우승)

### 개인 수상
- 트로페오 피치치 1회 수상:
  - 수상자:  후안 아르사 (1954–55)

- 트로페오 사라 2회 수상:
  - 수상자:  알바로 네그레도 (2010–11), (2012–13)
- 사모라 상 1회 수상:
  - 수상자 : 야신 부누 (2021-22)

## 구단 기록
2018년 5월 기준.

### 전반적 기록
| 분야                                    | 횟수 |
| --------------------------------------- | ---- |
| 라 리가 참가 시즌 수                    | 74   |
| 세군다 디비시온 참가 시즌 수            | 13   |
| 라 리가 승격 횟수                       | 5    |
| 코파 델 레이 참가 시즌 수               | 84   |
| 유럽대항전 참가 시즌 수                 | 24   |
| 라 리가 역대 순위                       | 6위  |
| 스페인 축구 국가대표팀에 차출된 선수 수 | 36   |

### 리그 최다 득점 기록
| 경기                     | 득점 | 시즌    |
| ------------------------ | ---- | ------- |
| 세비야 – 바르셀로나      | 11–1 | 1940–41 |
| 세비야 – 발렌시아        | 10–3 | 1940–41 |
| 세비야 – 오비에도        | 10–0 | 1941–42 |
| 셀타 비고 – 세비야       | 1–5  | 1943–44 |
| 라스 팔마스 – 세비야     | 2–5  | 1985–86 |
| 세비야 – 스포르팅 히혼   | 5–1  | 1994–95 |
| 세비야 – 에르쿨레스      | 5–0  | 1996–97 |
| 세비야 – 라싱 산탄데르   | 5–2  | 2003–04 |
| 세비야 – 사라고사        | 5–0  | 2007–08 |
| 라싱 산탄데르 – 세비야   | 1–5  | 2009–10 |
| 세비야 – 라요 바예카노   | 5–2  | 2011–12 |
| 세비야 – 베티스          | 5–1  | 2012–13 |
| 세비야 – 그라나다        | 5–1  | 2014–15 |
| 세비야 – 헤타페          | 5–0  | 2015–16 |
| 세비야 – 에스파뇰        | 6–4  | 2016–17 |
| 세비야 – 오사수나        | 5–0  | 2016–17 |
| 레반테 – 세비야          | 2–6  | 2018–19 |
| 세비야 – 레반테          | 5–0  | 2018–19 |
| 세비야 – 레알 소시에다드 | 5–2  | 2018–19 |
| 세비야 – 라요 바예카노   | 5–0  | 2018–19 |

### 리그 최다 실점 기록
| 경기                         | 득점 | 시즌      |
| ---------------------------- | ---- | --------- |
| 세비야 – 오비에도            | 0–5  | 1942–43   |
| 세비야 – 레알 마드리드       | 0–5  | 1962–63   |
| 발렌시아 – 세비야            | 8–0  | 1943–44   |
| 레알 마드리드 – 세비야       | 8–0  | 1958–59   |
| 에스파뇰 – 세비야            | 5–1  | 1986–87   |
| 사라고사 – 세비야            | 8–1  | 1987–88   |
| 레알 마드리드 – 세비야       | 5–2  | 1989–90   |
| 레알 마드리드 – 세비야       | 7–0  | 1990–91   |
| 레알 마드리드 – 세비야       | 5–0  | 1992–93   |
| 바르셀로나 – 세비야          | 5–2  | 1993–94   |
| 데포르티보 – 세비야          | 5–1  | 1994–95   |
| 데포르티보 – 세비야          | 5–2  | 1999–2000 |
| 레알 마드리드 – 세비야       | 5–1  | 2003–04   |
| 에스파뇰 – 세비야            | 5–0  | 2005–06   |
| 바르셀로나 – 세비야          | 5–0  | 2010–11   |
| 헤타페 – 세비야              | 5–1  | 2011–12   |
| 세비야 – 레알 마드리드       | 2–6  | 2010–11   |
| 세비야 – 레알 마드리드       | 2–6  | 2011–12   |
| 레알 마드리드 – 세비야       | 7–3  | 2013–14   |
| 바르셀로나 – 세비야          | 5–1  | 2014–15   |
| 레알 마드리드 – 세비야       | 5–0  | 2017–18   |
| 에이바르 – 세비야            | 5–1  | 2017–18   |
| 세비야 – 아틀레티코 마드리드 | 2–5  | 2017–18   |

### 유럽대항전 출전 기록
세비야가 유럽대항전 신고식을 치른 때는 1957-58 시즌으로 당시 유러피언컵에 참가했다. 세비야는 이전 시전에 레알 마드리드에 밀려 리그 준우승을 차지했지만, 마드리드가 유러피언컵 우승 구단 자격으로 그 시즌에 참가함에 따라 세비야가 스페인을 대표하여 대회에 참가했다.
2017년 8월 22일 기준
| 대회                           | 전  | 승 | 무 | 패 | 득  | 실  | 차   |
| ------------------------------ | --- | -- | -- | -- | --- | --- | ---- |
| 유러피언컵 / UEFA 챔피언스리그 | 42  | 21 | 7  | 14 | 71  | 58  | +13  |
| UEFA 컵위너스컵                | 2   | 1  | 0  | 1  | 2   | 4   | −2   |
| UEFA컵 / UEFA 유로파리그       | 117 | 65 | 27 | 25 | 199 | 101 | +98  |
| UEFA 슈퍼컵                    | 5   | 1  | 0  | 4  | 10  | 14  | −4   |
| 합계                           | 166 | 88 | 34 | 44 | 282 | 177 | +105 |

전 = 경기 횟수; 승 = 승리 횟수; 무 = 무승부 횟수; 패 = 패배 횟수; 득 = 득점 횟수; 실 = 실점 횟수; 차 = 골득실차
| 경기                     | 득점 | 시즌    |
| ------------------------ | ---- | ------- |
| 세비야 – 오르후스        | 4–0  | 1957–58 |
| 세비야 – PAOK            | 4–0  | 1982–83 |
| 세비야 – 아트로미토스    | 4–0  | 2006–07 |
| 그라스호퍼 – 세비야      | 0–4  | 2006–07 |
| 미들즈브러 – 세비야      | 0–4  | 2005–06 |
| 레인저스 – 세비야        | 1–4  | 2009–10 |
| 세비야 – 카르파티 리비우 | 4–0  | 2010–11 |
| 세비야 – 포르투          | 4–1  | 2013–14 |
| 세비야 – 디나모 자그레브 | 4–0  | 2016–17 |
| 세비야 – 스탕다르 리에주 | 5–1  | 2018–19 |
| 세비야 – 벨레디예스포르  | 6–0  | 2018–19 |

## 선수 기록

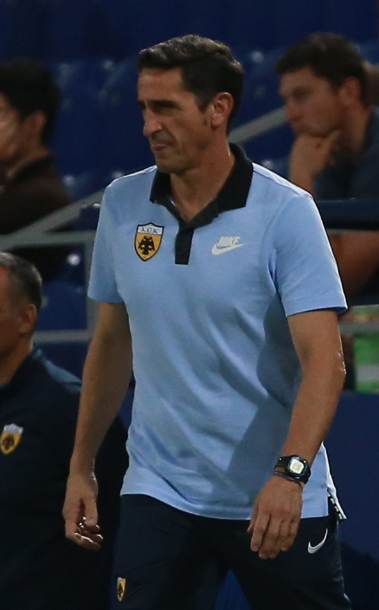
마놀로 히메네스는 라 리가 354경기에 출전하여 세비야의 라 리가 최다 출전 기록을 지니고 있다.

2019년 3월 기준

### 최다 득점
| 순위 | 선수              | 라 리가 | 세군다 | 코파 델 레이 | 유럽대항전 | 기타 | 합계 |
| ---- | ----------------- | ------- | ------ | ------------ | ---------- | ---- | ---- |
| 1    | 기예르모 캄파날   | 101     | 75     | 42           | 0          | 0    | 218  |
| 2    | 후안 아르사       | 182     | 0      | 25           | 0          | 0    | 207  |
| 3    | 후안 아라우호     | 139     | 0      | 19           | 0          | 0    | 158  |
| 4    | 프레데리크 카누테 | 89      | 0      | 14           | 28         | 5    | 136  |
| 5    | 루이스 파비아누   | 72      | 0      | 14           | 19         | 2    | 107  |
| 6    | 다보르 슈케르     | 76      | 0      | 11           | 4          | 0    | 91   |
| 7    | 알바로 네그레도   | 70      | 0      | 13           | 2          | 0    | 85   |
| 8    | 위삼 벤 예데르    | 35      | 0      | 10           | 22         | 0    | 67   |
| 9    | 케뱅 가메이로     | 39      | 0      | 8            | 20         | 0    | 67   |
| 10   | 토니 폴스터       | 55      | 0      | 0            | 1          | 0    | 56   |

### 최다 출장
| 순위 | 선수                       | 라 리가 | 세군다 | 코파 델 레이 | 유럽대항전 | 기타 | 합계 |
| ---- | -------------------------- | ------- | ------ | ------------ | ---------- | ---- | ---- |
| 1    | 헤수스 나바스              | 311     | 0      | 54           | 66         | 6    | 437  |
| 2    | 후안 아르사                | 349     | 0      | 60           | 5          | 0    | 414  |
| 3    | 파블로 호세 블랑코         | 260     | 82     | 64           | 7          | 0    | 413  |
| 4    | 마놀로 히메네스            | 354     | 0      | 45           | 9          | 0    | 408  |
| 5    | 마르셀리노 캄파날          | 349     | 0      | 49           | 5          | 0    | 403  |
| 6    | 호세 마리아 부스토         | 339     | 0      | 57           | 3          | 1    | 400  |
| 7    | 라파엘 파스                | 340     | 0      | 36           | 8          | 0    | 384  |
| 8    | 프란시스코 산호세          | 238     | 65     | 56           | 3          | 0    | 362  |
| 9    | 안토니오 알바레스 히랄데스 | 296     | 1      | 53           | 8          | 0    | 358  |

## 연계 구단

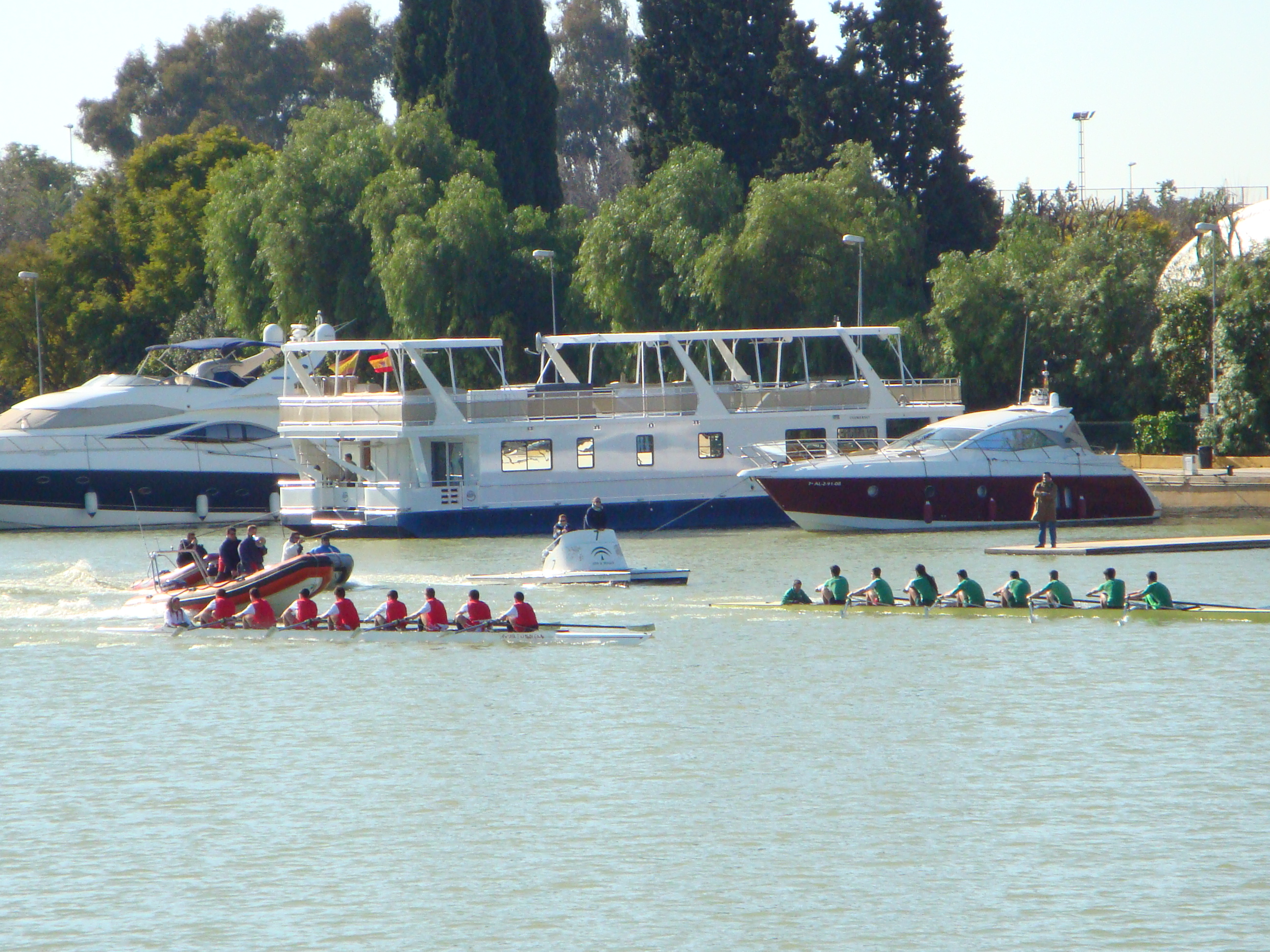
과달키비르강에서 벌어진 세비야와 베티스 간의 조정 경기.

세비야의 2군인 세비야 아틀레티코는 1958년에 창단하여 현재 스페인 축구 3부 리그인 세군다 디비시온 B에 소속되어 있다. 세비야 2군을 거쳐 1군으로 올라간 선수들 중에는 세르히오 라모스와 헤수스 나바스가 있는데, 이들은 스페인 국가대표 선수로도 활약하여 2010년 FIFA 월드컵과 UEFA 유로 2012의 우승 주역이 되었다. 세비야 FC C는 2003년에 창단되어 스페인 축구 4부 리그인 테르세라 디비시온 소속이며, 지역 및 지자체 리그에서 4년 연속으로 승격을 경험하기도 하였다.
세비야의 여자부는 스페인 여자 축구 1부 리그인 프리메라 디비시온에 소속되어 있으며, 세비야 1군의 훈련 구장인 호세 라몬 시스네로스 팔라시오스 스포츠 도시에서 안방 경기를 치른다. 세비야는 2004년에 여자 축구단 이스팔리스를 인수하였고, 2005-06 시즌에 정점을 찍었는데, 코파 데 라 레이나와 프리메라 디비시온에서 모두 준우승의 성적을 거두었었다.
2007-08 시즌에 창단한 이래, 스페인 풋살 리그에 참가하는 세비야 풋살부는 구단의 전직 선수로 선수단을 꾸렸다. 세비야 FC 푸에르토리코는 훈코스를 연고로 하는 푸에르토리코 사커 리그에 소속된 구단이다. 이 구단은 2008년에 세비야와 연계되어 비슷한 로고와 유니폼을 사용하기 시작하였다. 2008년을 기점으로, 세비야는 아틀레티코 마드리드와 더불어 슈퍼리그 포뮬러에 참가한 두 스페인 구단 중 하나가 되었고, 구단이 홍보하는 차량은 세계 각지에서 열리는 경주에 참가한다.
세비야-베티스 조정 경주는 연간 조정 경기로 1960년부터 매년 세비야의 과달키비르강에서 열린다. 세비야와 지역 숙적 베티스에 속한 다양한 종류의 배가 이 경주에 참가한다. 세비야는 47번 진행된 이 대회에서 30번을 이겼다.

## 지지 기반

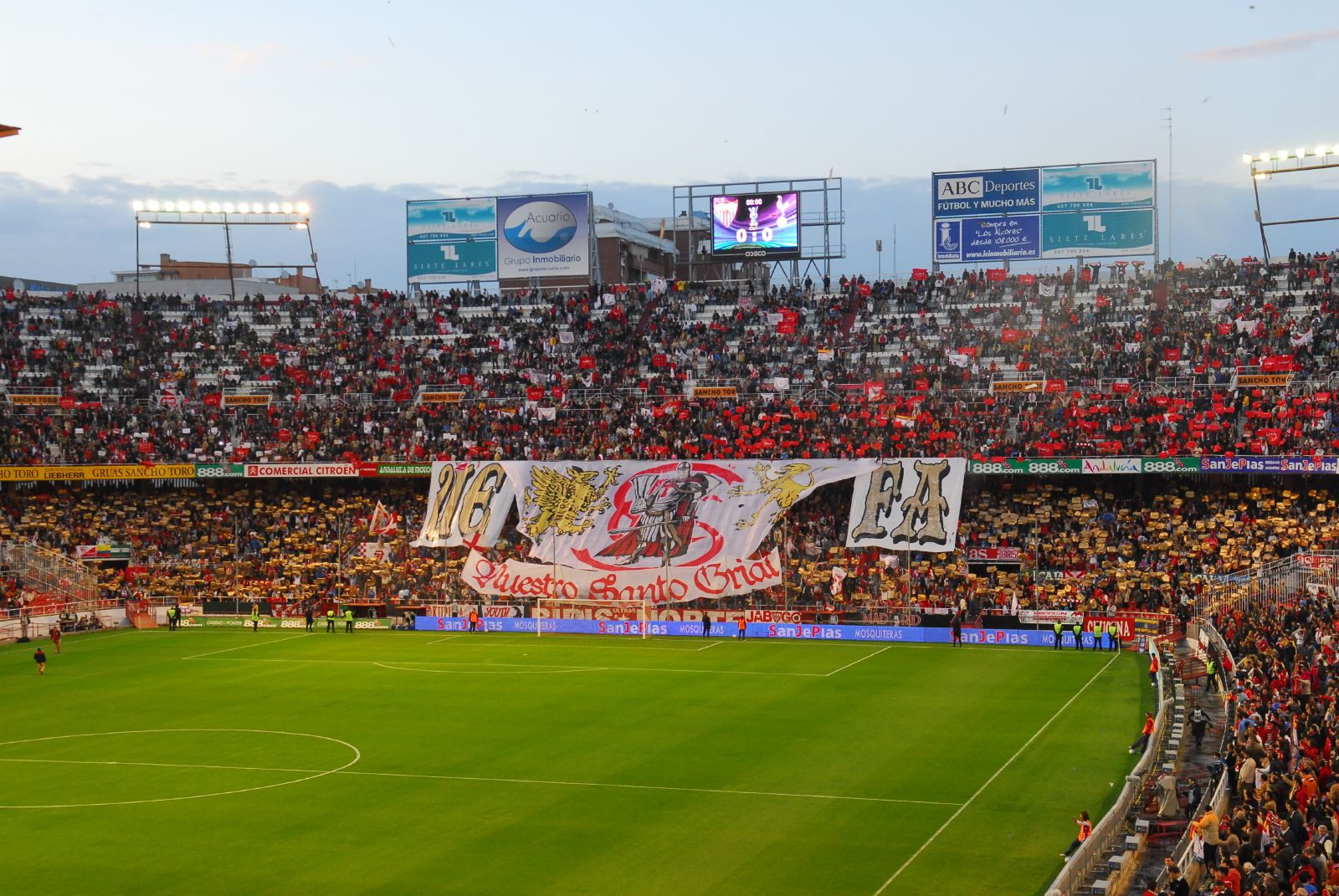
라몬 산체스 피스후안 경기장의 비리스 북단 현수막

### 지지자
스페인 사회학 조사 당국의 2007년 5월 조사 결과에 따르면 세비야는 스페인에서 지지자 수가 8번째로 많은 구단으로 국내 축구 애청가들의 2.3%가 지지하는 것으로 밝혀졌고, 가장 지지자 수가 많은 구단은 32.8%인 레알 마드리드였다. 같은 연고지의 숙적 베티스는 전국적으로 3.3%의 지지율을 기록하고 있다.
세비야는 스포츠 유한 법인으로 등록되면서 기존의 회원 정책이 폐기되었다. 구단의 결정권은 주주들만이 소유한 지분에 비례하여 참가할 수 있게 되었다. 구단 소주주들은 조합을 형성하여 매년 개최되는 주주총회에 참가할 수 있도록 하였다.
세비야에서 회원으로 인정받으려면 매 년 시즌권을 현재까지 구입해야 하며, 해당 시즌의 모든 안방 경기에 참관하러 올 수 있어야 한다. 때로는 이 회원들이 나머지 지지자들보다 더 많은 영역에서 구단에 접근할 수 있다.

### 지지자 모임
세비야의 지지자 모임은 세비야 시내, 동명의 주, 그리고 안달루시아 지방 나머지 지역에 주로 분포한다. 타 지역에 존재하는 지지자 모임은 카탈루냐 지방과 엑스트레마두라 지방에 꽤 큰 규모로 있다. 이들은 주로 "성 페르난도 지지자 모임 협회"("Federation de Peñas Sevillistas San Fernando")로 통합되어 있고, 현재 상태에 의하면, 이들은 구단 수뇌부와 완전히 독립된 상태로, 자체 협회는 수뇌부가 간섭하지 못한다.

### 극렬 지지자
비리스 북단(Biris Norte)은 라몬 산체스 피스후안 경기장 북쪽 대관중석을 차지하는 극렬 지지자 단체이다. 단체명은 감비아 출신 선수 알아지 모모도 닐의 별칭 비리 비리에서 따왔는데, 그는 1970년대에 세비야 지지자들의 인기를 모았다. "비리의 북단"은 1974-75 시즌에 결성되었고, 이 단체는 스페인의 극렬 지지자 단체들 중 가장 역사가 깊다.

### 경쟁 관계
세비야와 같은 연고지의 숙적 베티스와의 경기는 세비야 더비로 지칭된다. 두 구단은 1915년 10월 8일에 첫 맞대결을 벌였고, 이 경기의 승자는 4-3으로 이긴 세비야였다. 이 경기는 가장 많은 관심을 받는 스페인 축구 더비 경기들 중 하나이다. 세비야는 아틀레티코 마드리드와도 치열한 경쟁을 펼치고 있다.